# Aubervilliers
 (juin 2024).
Aubervilliers est une commune française située dans la banlieue immédiate au nord de Paris, précisément dans le département de la Seine-Saint-Denis en région Île-de-France.La commune compose l'établissement public territorial Plaine Commune, au sein de la Métropole du Grand Paris. Elle est limitrophe des villes de Saint-Denis, de La Courneuve, de Pantin, du 18e et du 19e arrondissements de Paris.
Ses habitant.e.s sont appelés les Albertivillariennes et les Albertivillariens.
Son identité urbaine et humaine est marquée par l’héritage de l’industrie et du travail.

## Géographie

### Localisation

Aubervilliers dans l’agglomération parisienne.

Le territoire communal est situé au nord de la ville de Paris, capitale de la France. Commune du pays de France, Aubervilliers fait partie du département de la Seine-Saint-Denis en Île-de-France. La partie de la ville située à l'ouest du canal Saint-Denis constitue une partie de la Plaine Saint-Denis qui est partagée avec les communes de Saint-Denis et de Saint-Ouen-sur-Seine.

### Communes limitrophes
La commune, située dans La Plaine Saint-Denis, est bordée à l’ouest par Saint-Denis, au nord par La Courneuve, à l’est par Pantin et au sud par Paris. Elle se trouve dans l’unité urbaine et dans l’aire d'attraction de Paris.
| Saint-Denis                         | La Courneuve  | La Courneuve |
| Saint-Denis (La Plaine-Saint-Denis) | Aubervilliers | Pantin       |
| Paris 18e                           | Paris 19e     | Pantin       |

### Géologie, relief et hydrographie

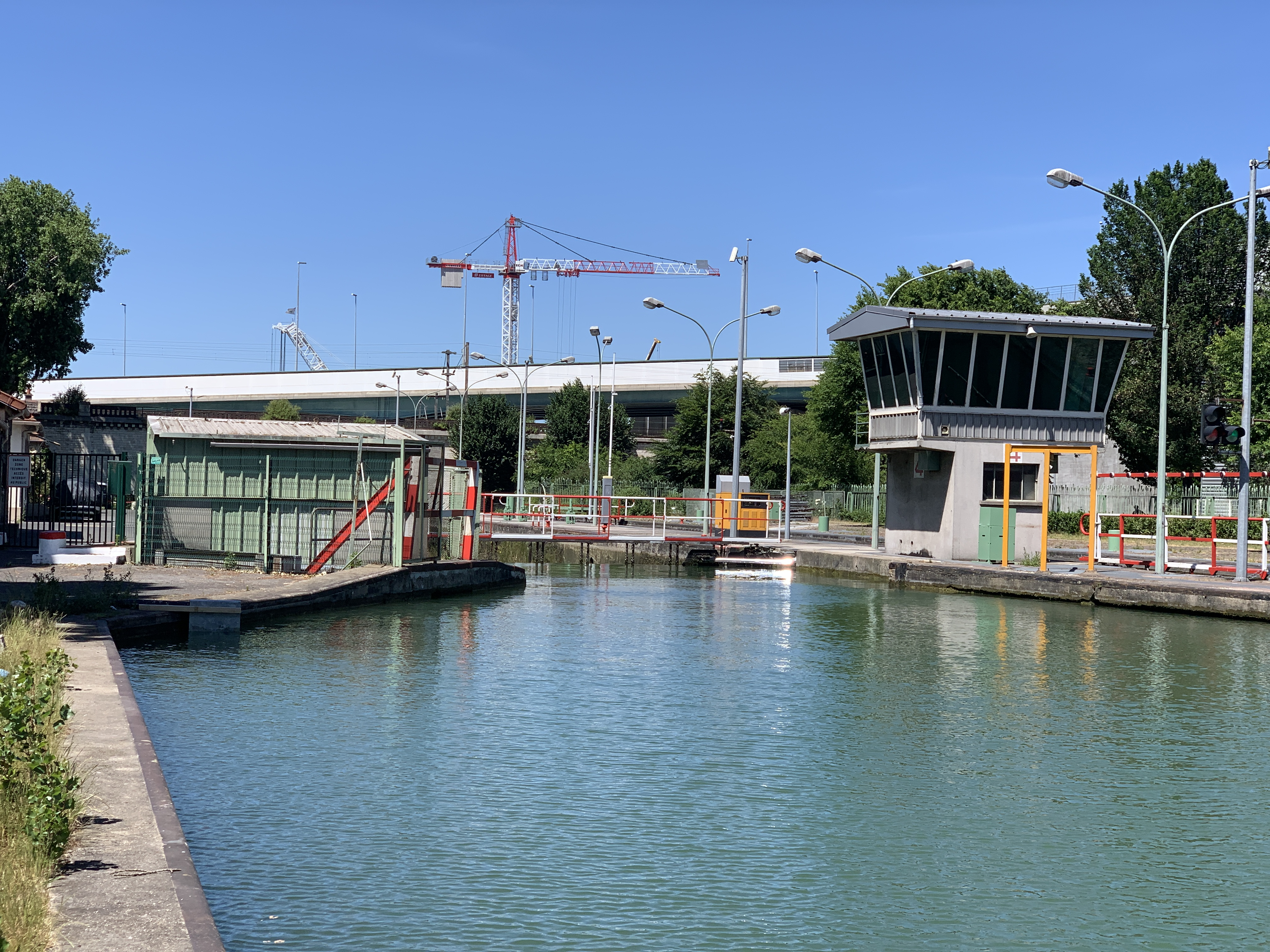
L'écluse des Vertus.

#### Géologie
Aubervilliers repose sur la série sédimentaire tertiaire et quaternaire du bassin de Paris, caractéristique de la Seine-Saint-Denis. On y trouve principalement des formations argileuses et marneuses (par exemple l’argile verte de Romainville), ainsi que des limons de plateaux et des alluvions récentes. Ces formations sont issues de dépôts successifs du Tertiaire (Éocène) au Quaternaire, et leur nature influe sur la stabilité des sols et la gestion des risques naturels (référence : cf ).
Un des risques naturels identifiés (source : Géorisques) consiste dans le retrait-gonflement des argiles. Selon Géorisques, l’aléa RGA dans certaines zones est classé fort (3/3), ce qui justifie des obligations renforcées en cas de travaux ou de construction. Le risque de tassements différentiels et fissurations des constructions est pris en compte dans un PPR prescrit en 2001, couvrant le département.
Aubervilliers est situé dans un périmètre réglementaire de risque de dissolution du gypse, reconnu par un arrêté préfectoral du 21 mars 1986 (modifié le 18 avril 1995). Cette dissolution peut créer des cavités (cloches de fontis) dans le sous-sol, entraînant des effondrements localisés de grande ampleur. Un cas historique documenté : en 1960 rue Danielle‑Casanova, une cloche de fontis d’environ 1 500 m³ (diamètre et hauteur ~15 m) s’est formée dans un sous‑sol riche en gypse.
D'autres risques géologiques :
- Inondations et coulées de boue : Plusieurs arrêtés de catastrophe naturelle entre 1983 et 1999 traitent d’inondations et mouvements de terrain.

- Séisme : Le niveau de sismicité de la commune est faible à négligeable (zone 1), avec très peu de séismes enregistrés dans un rayon de 20 km.
- Risque industriel et transport de matières dangereuses : présence d’usines SEVESO ou transit de marchandises dangereuses dans le secteur. (source : Géorisques)

#### Relief
Le relief d’Aubervilliers est peu marqué, typique de la Plaine Saint-Denis. L’altitude moyenne y est de 43 mètres.
Le point le plus bas se situe à 33 mètres, le plus haut à 64 mètres. Le relief s’accentue légèrement à mesure que l’on s’éloigne de Paris, mais la ville reste globalement plate, facilitant l’urbanisation et les aménagements.

#### Hydrographie
Le canal Saint-Denis traverse l’ouest de la ville. Ce cours d'eau long de 6,6 kilomètres relie le canal de l'Ourcq dans le 19e arrondissement de Paris à la Seine à Saint-Denis. Il y a sur le territoire d'Aubervilliers trois écluses sur le canal : l'écluse d'Aubervilliers, l'écluse des Quatre Chemins et l'écluse des Vertus.

### Climat
Pour des articles plus généraux, voir Climat de l'Île-de-France et Climat de la Seine-Saint-Denis.
En 2010, le climat de la commune est de type climat océanique dégradé des plaines du Centre et du Nord, selon une étude du CNRS s'appuyant sur une série de données couvrant la période 1971-2000. En 2020, Météo-France publie une typologie des climats de la France métropolitaine dans laquelle la commune est exposée à un climat océanique altéré et est dans la région climatique Sud-ouest du bassin Parisien, caractérisée par une faible pluviométrie, notamment au printemps (120 à 150 mm) et un hiver froid (3,5 °C).
Pour la période 1971-2000, la température annuelle moyenne est de 12,4 °C, avec une amplitude thermique annuelle de 15,5 °C. Le cumul annuel moyen de précipitations est de 639 mm, avec 10,3 jours de précipitations en janvier et 7,8 jours en juillet. Pour la période 1991-2020, la température moyenne annuelle observée sur la station météorologique la plus proche, située sur la commune de Paris à 6 km à vol d'oiseau, est de 13,3 °C et le cumul annuel moyen de précipitations est de 667,4 mm,. Pour l'avenir, les paramètres climatiques de la commune estimés pour 2050 selon différents scénarios d'émission de gaz à effet de serre sont consultables sur un site dédié publié par Météo France en novembre 2022. Ainsi, un des risques "naturels" est la "sensibilité au phénomène d’îlot de chaleur urbain".

## Urbanisme

### Typologie
Au 1er janvier 2024, Aubervilliers est catégorisée grand centre urbain, selon la nouvelle grille communale de densité à sept niveaux définie par l'Insee en 2022.
Elle appartient à l'unité urbaine de Paris, une agglomération inter-départementale regroupant 407  communes, dont elle est une commune de la banlieue,,. Par ailleurs la commune fait partie de l'aire d'attraction de Paris, dont elle est une commune du pôle principal,. Cette aire regroupe 1 929 communes,.

### Morphologie urbaine

Carte des quartiers.

La ville se compose de 8 quartiers : 
- Cité Villette (45) / Les Quatre-Chemins ;
- Paul Bert dont les cités République (surnommée "Lénine"), les Fusains et Presles ;
- La Maladrerie/Émile Dubois/Fort d'Aubervilliers ;
- Pont Blanc/Vallès/La Frette ;
- Le Landy/La Plaine-Saint-Denis/Marcreux/Pressensé (dont la ZAC Porte d'Aubervilliers et le Parc du Millénaire) ;
- Le Centre-Ville dont Crèvecœur ;
- Firmin Gémier/Sadi-Carnot (dont le Parc Icade du Mauvin) ;
- Au nord de la ville, à la limite de La Courneuve : Robespierre/Cochennec/Péri[13].

Depuis 2007, le quartier de la Maladrerie qui inclut la cité des 800 logements ("Cité des 800") forment une zone franche urbaine. Le tout forme une cité de plus de 2 000 logements.

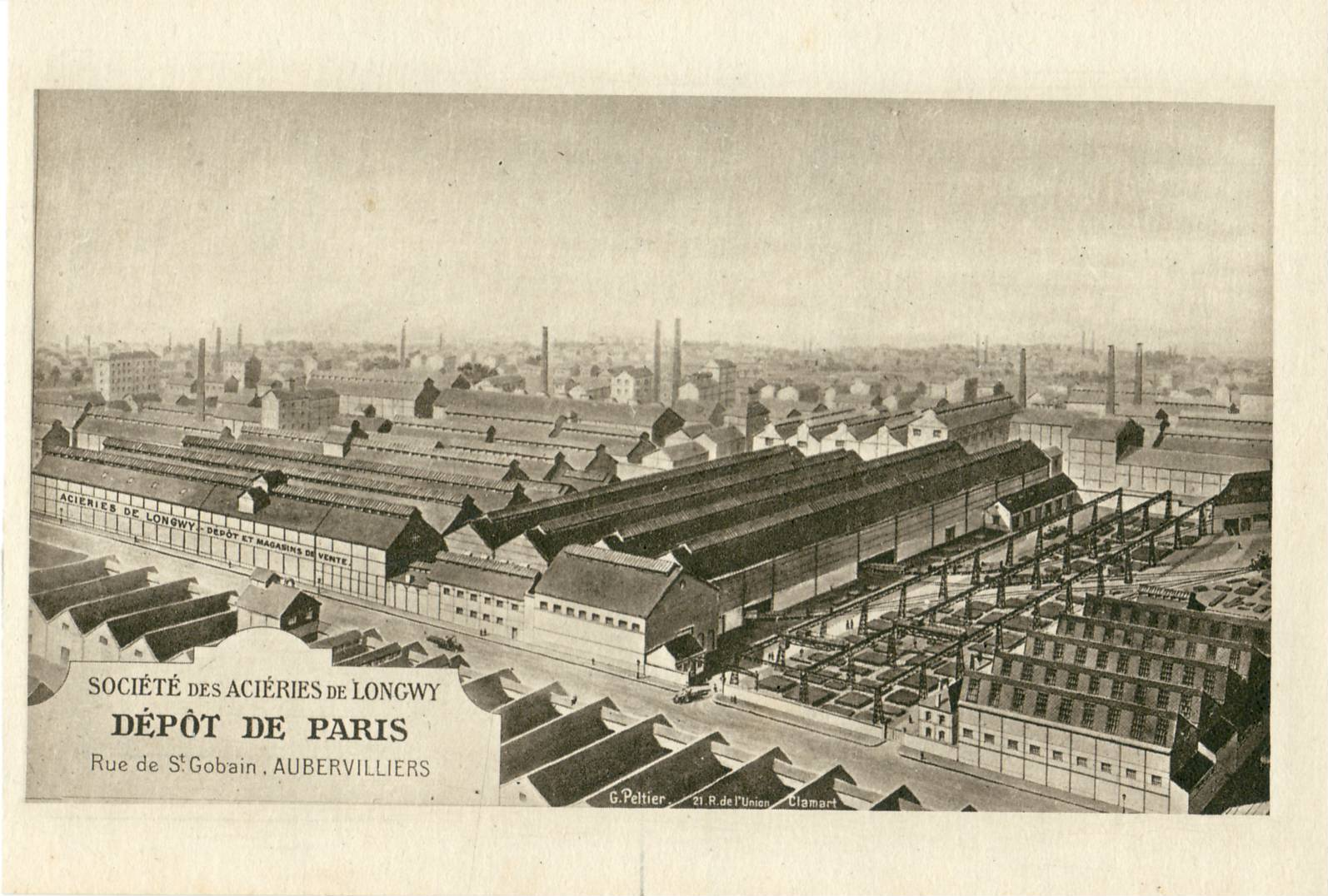
Les Aciéries de Longwy, près du canal Saint-Denis au début du XXe siècle. Le cliché montre l’impact de la grande industrie dans la ville.
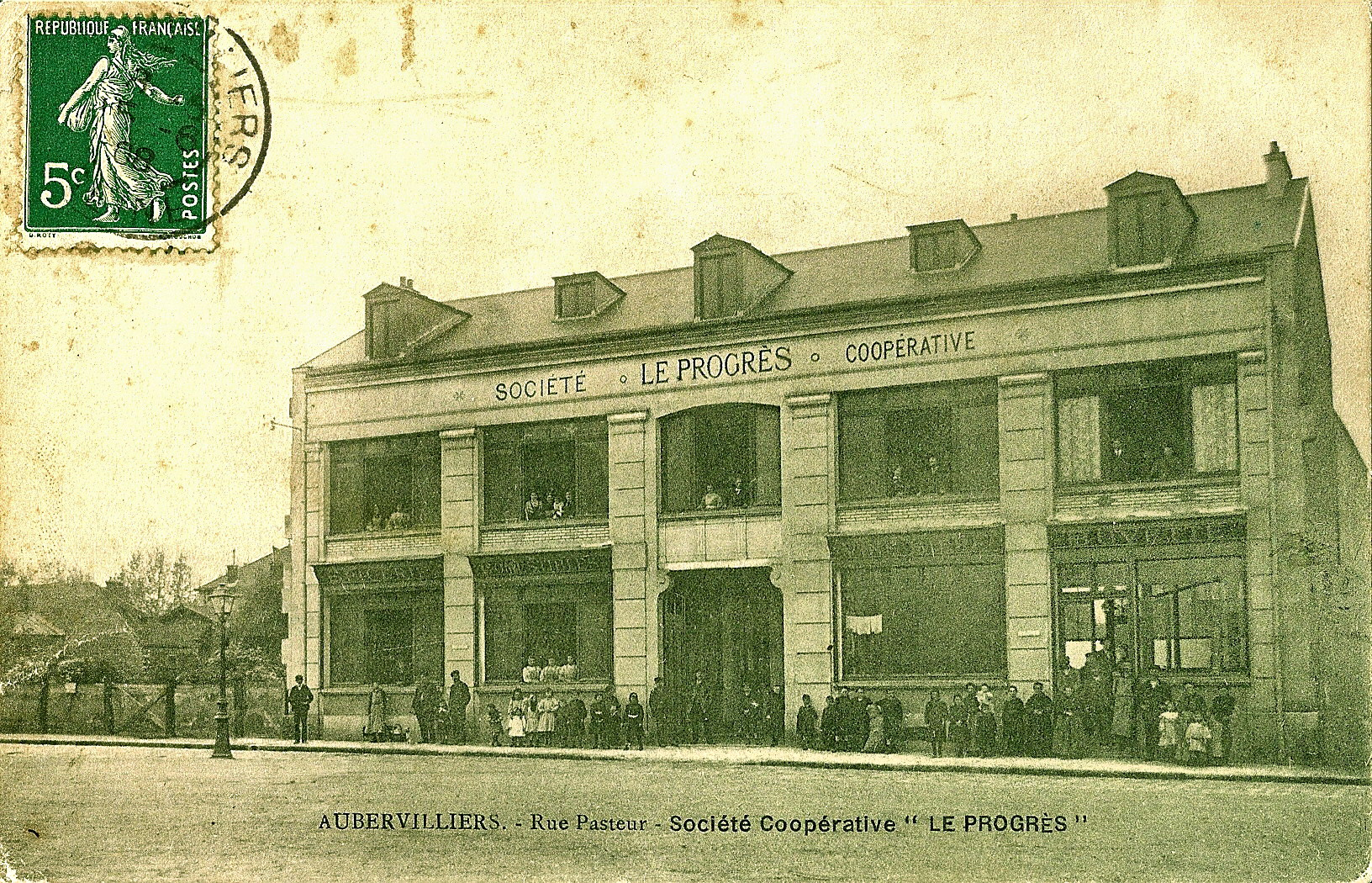
L’activité industrielle du début du XXe siècle a généré des formes d’organisation du prolétariat. Ici, un magasin coopératif.
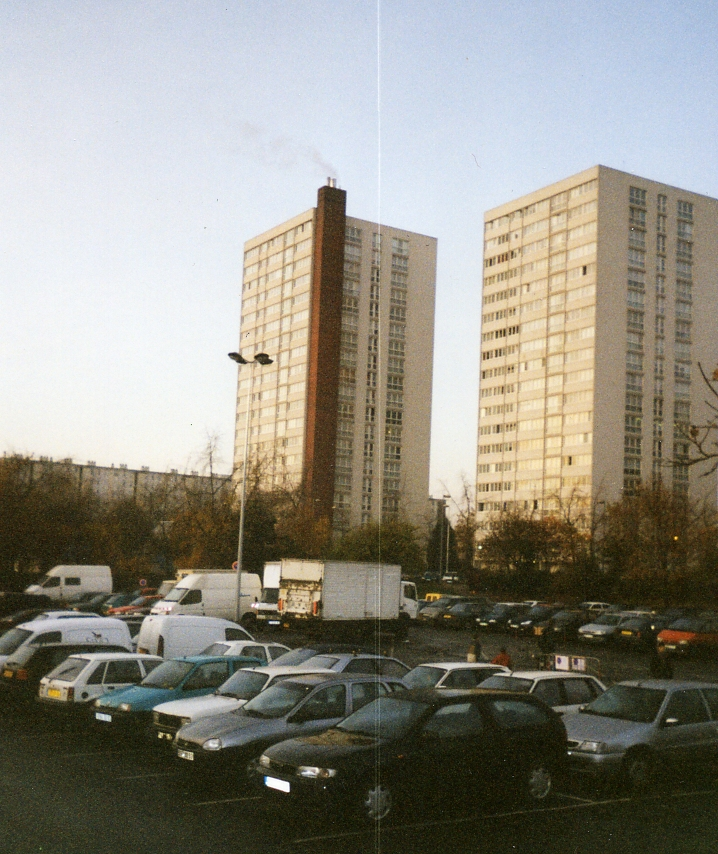
Cité Firmin Gémier
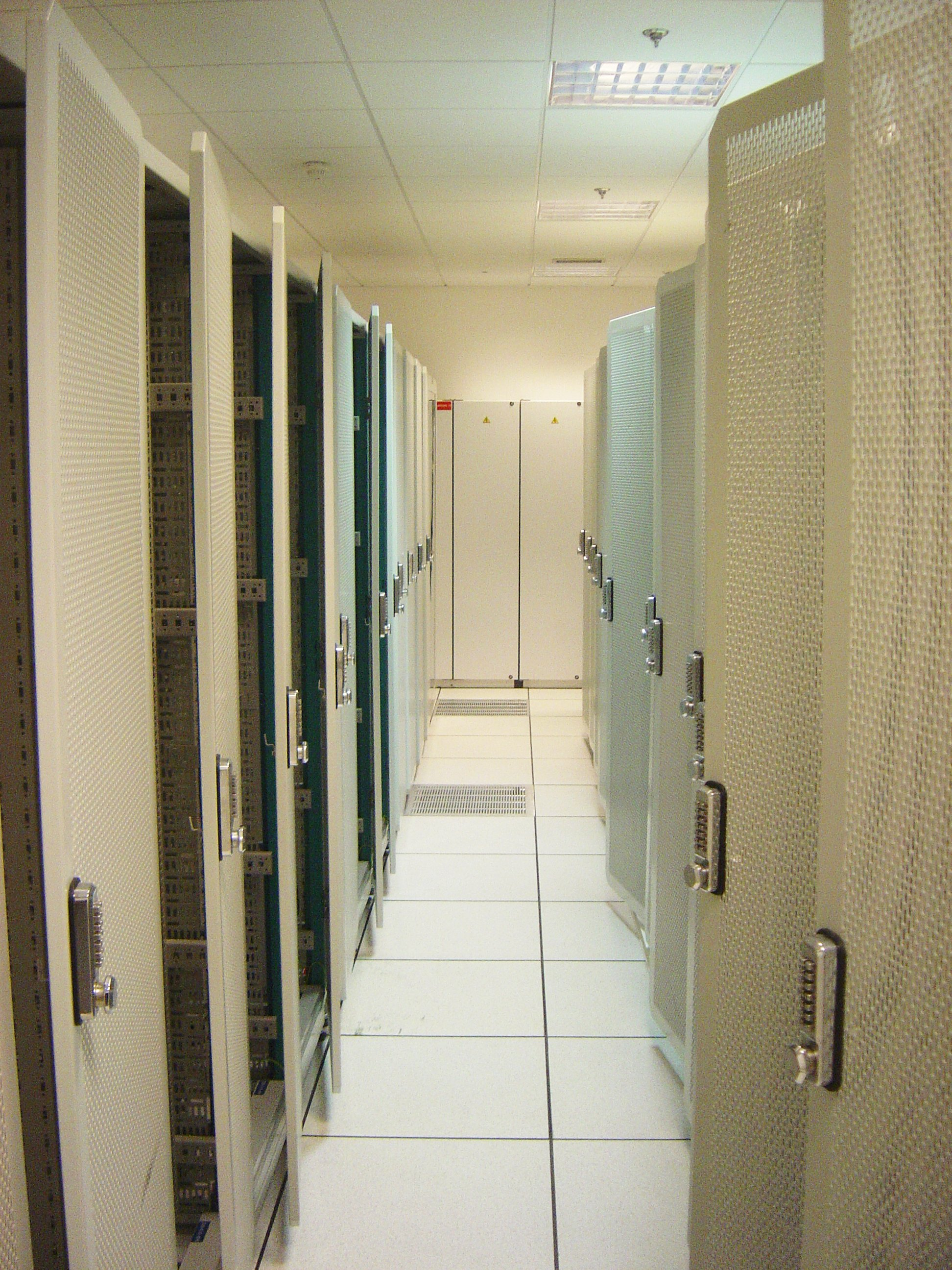
Le centre Telecity, où furent hébergés certains serveurs de la Wikimedia Foundation[15].

### Aménagements
Après quarante années de négociations, Aubervilliers, seule ville jouxtant Paris qui ne possédait aucune desserte de métro en centre-ville, a obtenu des pouvoirs publics en 2005 le lancement du prolongement de la ligne 12 jusqu'à la mairie. Ce prolongement prévoit la création de trois nouvelles stations. La première, Front populaire, qui se situe à la limite de Saint-Denis (Place du Front Populaire, à l'angle des rues Proudhon et Gardinoux) a ouvert le 18 décembre 2012. Le reste du prolongement jusqu’à Mairie d’Aubervilliers ouvre le 31 mai 2022.
Au niveau de cette station devrait passer à terme un tramway, le T8, qui relie la gare Rosa-Parks à Saint-Denis, Villetaneuse et Épinay-sur-Seine. Cette partie du tramway n'est toutefois pas actuellement financée. Il faut en outre y ajouter le prolongement du T3b qui longe Aubervilliers par le sud.
La station desservira notamment le parc d'activité des EMGP, célèbre pour ses nombreux studios de télévision. Le grand centre commercial Le Millénaire est ouvert à proximité en avril 2011.
Aubervilliers doit bénéficier du centre international de formation des chercheurs et ingénieurs de Saint-Gobain, de la création du campus Condorcet, accueillant entre autres l'École des hautes études en sciences sociales et une partie des étudiants de la Sorbonne, le Conservatoire régional Aubervilliers-La Courneuve.
Le centre ville bénéficie du Programme national de revitalisation des quartiers anciens dégradés (PNRQAD).

#### Canal - Porte d’Aubervilliers
À la limite de Paris, le long de la darse du canal Saint-Denis a été créée la ZAC Canal Porte d’Aubervilliers qui s'étend sur 6 ha. Ses aménagements ont été conçus par l'architecte Antoine Grumbach et le premier coup de pioche a été réalisé en novembre 2007 par la construction du centre commercial par ICADE associé à la Ségécé, ouvert en avril 2011.
Cette ZAC comprend :
- un centre commercial[19] de 56 000 m2, dont 4 100 m2 pour l'hypermarché alimentaire, et comprendra 17 moyennes surfaces pour 21 910 m2 et 95 boutiques ;
- TV-Cité, un espace de 4 000 m2 comprenant un musée de la télévision, des salles de projection et de réunion, un studio ainsi qu'une chaîne locale de télévision. L'équipement développera des partenariats avec l'INA qui y trouvera un espace permettant de rendre accessible son fonds d’images et de sons créés sur plus de 60 années de radio ou de télédiffusion, et s’accompagnera d’une école de formation aux métiers de l'audiovisuel.
Certaines des moyennes surfaces du centre commercial seront liées à TV-Cité, telles qu'un magasin DVD/CD/librairie, loueurs de matériels ou de supports de diffusion ;
- 160 000 m2 de bureaux ;
- 380 logements nouveaux (ainsi que la conservation de certains logements existants sur le site) et un hôtel 4 étoiles ;
- un pôle d'une dizaine de lieux de restauration.

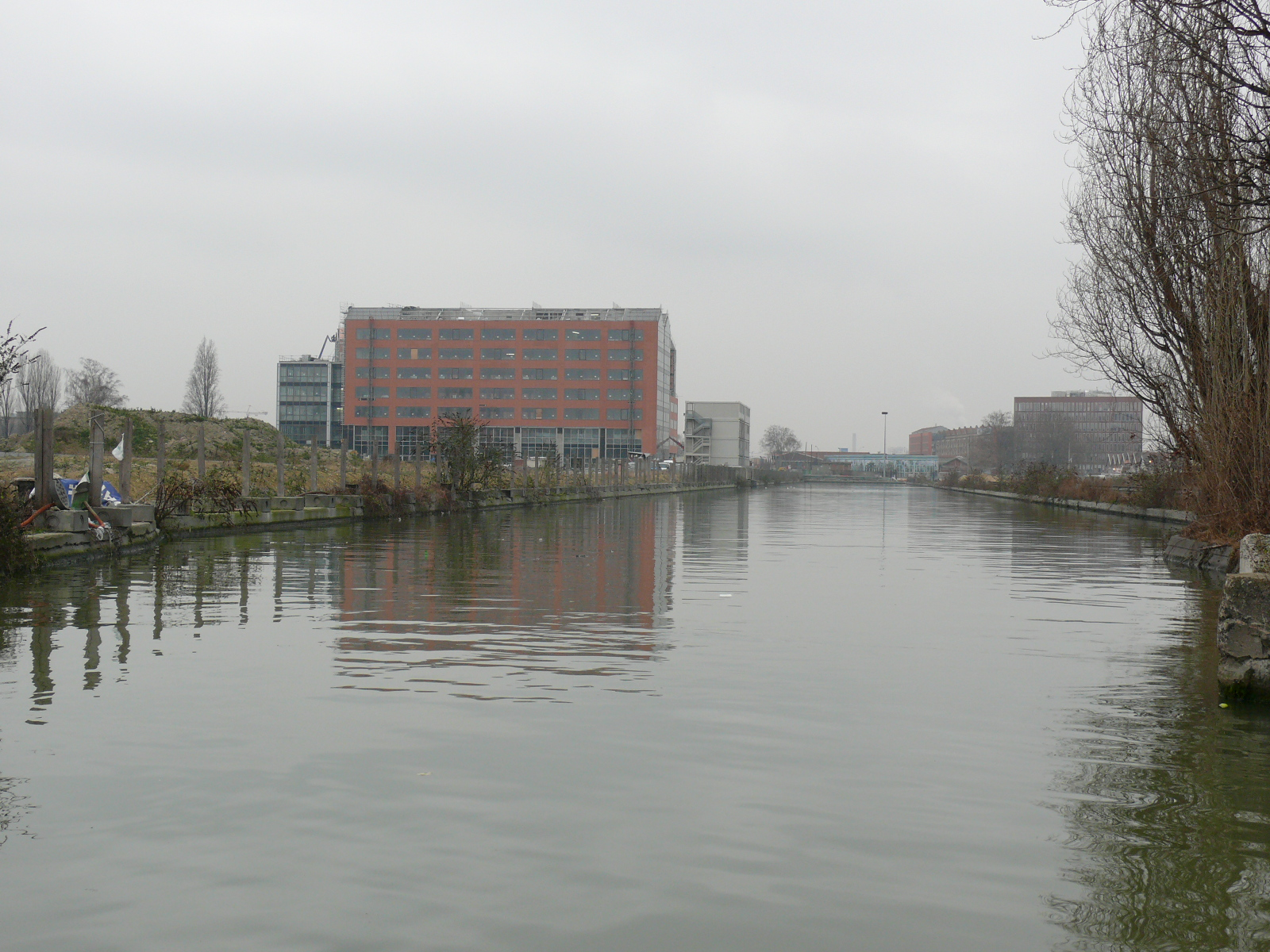
Travaux de réurbanisation sur la darse de la Charbonnière.

Est également inscrite la mise en valeur paysagère de la darse des magasins généraux du canal Saint-Denis, soit 12 000 m2 d'espaces verts, promenades et bassins au bord du canal, auxquels s'ajouteront les installations du pépiniériste Delbard, et notamment son espace d’exposition dénommé l'Art des jardins et du paysage. Des aménagements sont prévus ainsi qu'une passerelle pour lier la ZAC Canal Porte d’Aubervilliers avec le Parc du Millénaire à Paris, qui fait partie de la zone d'aménagement dite Paris Nord-Est.
Ce sont 15 000 emplois qui devaient y être créés, dont notamment 500 emplois directs et indirects liés au chantier, puis 180 pour l’hypermarché, 917 dans les boutiques et restaurants et 440 dans les grandes surfaces, auxquels s’ajouteront donc les emplois des immeubles de bureau.
Par ailleurs, les porteurs du projet ont signé une convention prévoyant la promotion de l'emploi local et « des actions en faveur du développement économique des entreprises de Seine-Saint-Denis », et notamment des commerces situés à proximité.
Le succès du centre commercial était corrélé à l'arrivée d'une ligne de tramway conçu dans le projet JOP Paris 2012.
Outre les effets de la crise sanitaire de 2020 à moyen et long terme sur les comportements des consommateurs, la ville de Paris a porté un projet concurrent à quelques centaines de mètres : la requalification de l'entrepôt Mac Donald qui s'acheva avec l'ouverture de grandes surfaces, des logements, des résidences étudiantes.

#### Parc du Millénaire
Cette zone située le long du périphérique extérieur accueille depuis juin 2007 deux immeubles de bureau (dont de 2007 à 2017 le siège d'Icade et les directions du Ministère de la Justice) pour une surface totale de 30 000 m2. Le parc présente six cents mètres de façades le long du boulevard périphérique, soit quatre immeubles et 110 000 m2.
Icade partant en 2017, ses locaux doivent voir l'arrivée de BNP Paribas. Icade promettait en 2007 d'aménager un parc de 110 000 m2, mais en a construit près du double en dix ans.

#### Campus Condorcet et Gare des mines
Dossier présenté conjointement par le Centre national de la recherche scientifique (CNRS), l’École des hautes études en sciences sociales (EHESS), l’École nationale des chartes (ENC), l’École pratique des hautes études (EPHE), la Fondation Maison des sciences de l’Homme (FMSH), l’Institut national d’études démographiques (INED), l’Université Paris 1 Panthéon-Sorbonne, l’Université Sorbonne Nouvelle Paris 3, l’Université Paris 8 Vincennes – Saint-Denis et l’Université Paris 13, ce projet de nouveau campus destiné principalement à l’enseignement et la recherche en sciences humaines a été retenu en juillet 2008 parmi les dix projets du plan campus du ministère de l’enseignement supérieur. Il devrait se concrétiser à partir de 2019.
Ce projet de la Place du Front-Populaire prévoit la construction de 635 logements autour d’une nouvelle place près de la nouvelle station de la ligne 12 Front populaire, ouverte en décembre 2012.
Paris, Saint-Denis et Aubervilliers ont signé en octobre 2008 un protocole pour la création d’un quartier intercommunal sur le site dit de la « Gare des mines ». Cette friche industrielle de 22 ha à cheval sur les trois villes prévoit la construction de 1 500 logements (2/3 Paris, 1/3 Plaine Commune), dont 40 % de logements sociaux et la réalisation des équipements associés, écoles, crèches et terrains de sport, 140 000 m2 de bureau et d’activités (2/3 Paris, 1/3 Plaine Commune) pour un objectif de 3 500 emplois à terme sur le site, limitrophe du Campus Condorcet. Sur le territoire d’Aubervilliers, une école et une crèche seront construites.

#### Canal Saint-Denis: berges du canal et «Parc Canal»

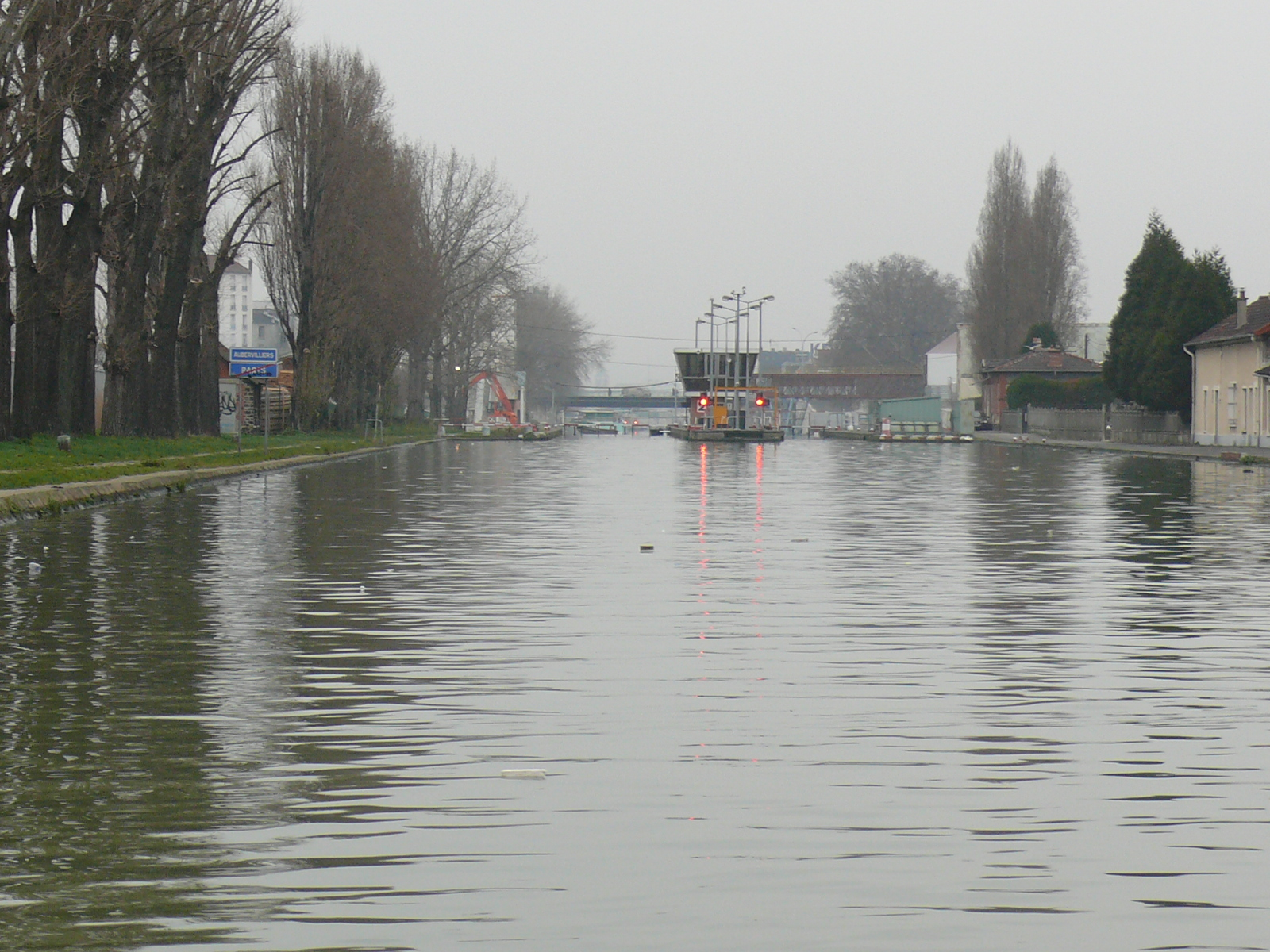
Le canal Saint-Denis au niveau de l’écluse no 2 dite des Quatre-Chemins.

Aubervilliers, Saint-Denis et Plaine-Commune considèrent que les sites dessinés par le canal sont à reconquérir comme espaces paysagers, de détente et de loisirs, tout en conservant leur vocation économique.
Ce projet, dont l’achèvement est prévu pour 2006, est élaboré en partenariat avec la ville de Paris, qui est propriétaire du canal et de ses berges, en concertation avec les habitants, mais aussi en partenariat avec le Département et la Région Île-de-France car il constitue un axe majeur de liaisons douces à l’échelle du territoire.

### Habitat et logement
La construction de logements augmente sur la ville : 30 218 en 2008,  31 294 en 2013, 37 480 (dont 2 184 vacants) en 2021.Cela répond aux besoins en termes de logements sociaux comme des stratégies de la promotion immobilière.
Parmi ces logements, en 2021, 93,1 % étaient des résidences principales, 1 % des résidences secondaires et 5,8 % des logements vacants. Ces logements étaient pour 6,2 % d'entre eux des maisons individuelles et pour 89,8 % des appartements.
La ville respecte largement les obligations qui lui sont faites par l'article 55 de la loi SRU de 2000, qui lui impose de disposer d'au moins 25 % de logements sociaux. Au sens du recensement, la ville disposait en 2008 de 11 019 logements sociaux en 2008 (38,9 % du parc des résidences principales), nombre qui s'est réduit à 32,8 % (soit 10 781 personnes) en 2018 puis à 31,4% en 2022.
Le tableau ci-dessous présente la typologie des logements à Aubervilliers en 2018 en comparaison avec celle de la Seine-Saint-Denis et de la France entière. Une caractéristique marquante du parc de logements est ainsi une proportion de résidences secondaires et logements occasionnels (0,5 %) inférieure à celle du département (1,1 %) et à celle de la France entière (9,7 %). Concernant le statut d'occupation de ces logements, 22,8 % des habitants de la commune sont propriétaires de leur logement (21,9 % en 2013), contre 38,8 % pour la Seine-Saint-Denis et 57,5 pour la France entière.
| Typologie                                               | Aubervilliers | Seine-Saint-Denis | France entière |
| ------------------------------------------------------- | ------------- | ----------------- | -------------- |
| Résidences principales (en %)                           | 93,8          | 93                | 82,1           |
| Résidences secondaires et logements occasionnels (en %) | 0,5           | 1,1               | 9,7            |
| Logements vacants (en %)                                | 5,7           | 5,9               | 8,2            |

### Voies de communication et transports
Aubervilliers est une commune limitrophe de Paris (Porte d'Aubervilliers et Porte de la Villette) et bénéficie donc de nombreuses voies de communication, dont le Boulevard périphérique de Paris, l'autoroute A86, la RD932 et  la RD901, qui lui donnent un accès aisé à l'ensemble du réseau routier et autoroutier francilien, ainsi qu'aux aéroports du Bourget et de Roissy.
Elle est traversée par le Canal Saint-Denis, où se trouvaient autrefois d'importants ports fluviaux, la ligne ferroviaire Paris - Hirson et, autrefois, par le Chemin de fer industriel de Saint-Denis/Aubervilliers, qui desservait la Plaine Saint-Denis.

#### Transports en commun actuels
Le périmètre communal est traversé par deux lignes de métro dont l'un à sa frontière avec Pantin et La Courneuve ainsi que par le RER B. Elle est la dernière commune de la petite couronne dont la mairie est desservie par une ligne de métro.
Métro :

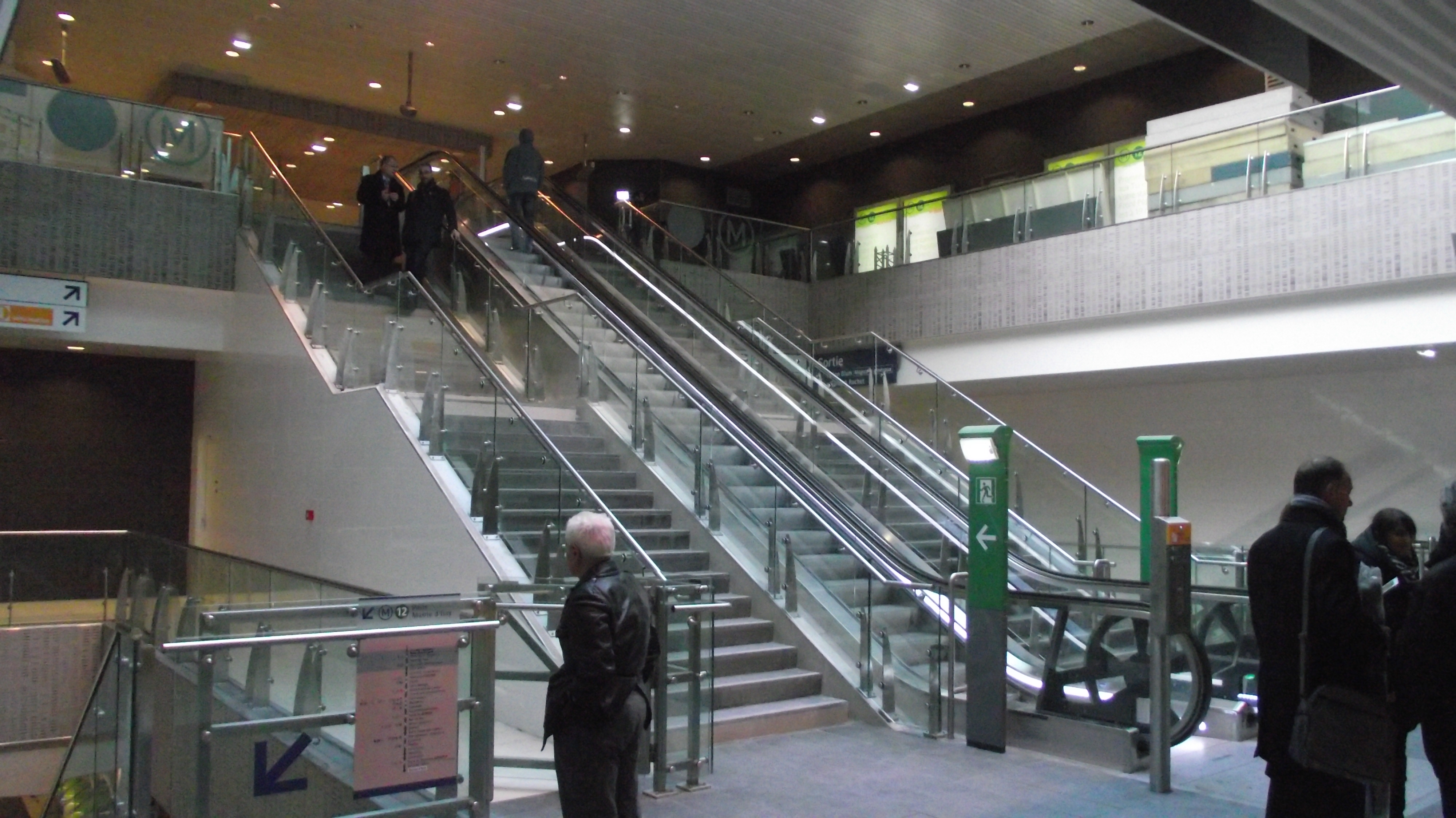
La station Front populaire de la ligne 12.

- Ligne 7 du métro (stations situées à l'extrême est de la commune, près de la frontière qu'elle partage avec Pantin et de La Courneuve) :
  - Aubervilliers - Pantin - Quatre Chemins.
  - Fort d'Aubervilliers.
- Ligne 12 du métro :
  - Front populaire (au sud-ouest de la commune, à la limite avec Saint-Denis).
  - Aimé Césaire.
  - Mairie d'Aubervilliers (terminus nord).

RER :
- Ligne B du RER :
  - la gare de La Plaine - Stade de France, située à Saint-Denis non loin de la frontière que la ville partage avec Aubervilliers.
  - la gare de La Courneuve - Aubervilliers, située sur le territoire de La Courneuve, à environ 500 m au nord de la limite entre les deux communes.
- Ligne E du RER :
  - la gare Rosa-Parks, située sur le territoire de Paris à proximité de la commune.
  - la gare de Pantin, située sur le territoire de Pantin à proximité de la commune.

Tramway :
- Ligne 1 du tramway : stations Stade Géo André, Danton et La Courneuve - 8 Mai 1945, situées sur le territoire de La Courneuve à proximité de la commune.
- Ligne 3b du tramway : stations Porte d'Aubervilliers, Canal Saint-Denis et Porte de la Villette, situées sur le territoire de Paris à proximité de la commune.

Bus :
- une quinzaine de lignes de bus RATP : 35, 45, 139, 150, 152, 170, 173, 234, 239, 248, 249, 250, 302, 330 ;
- deux lignes Noctilien : N42, N43.

#### Transports partagés

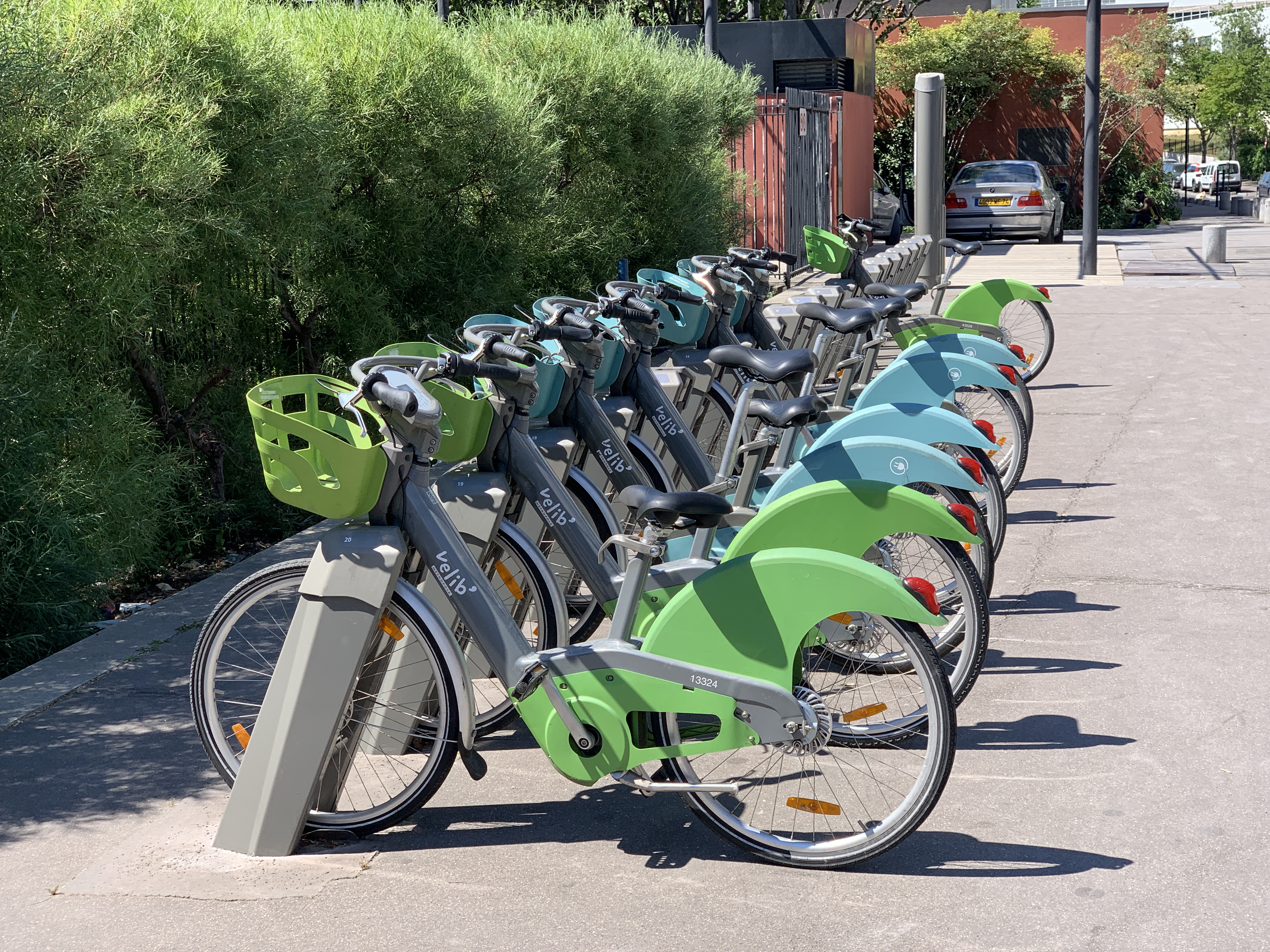
Station Vélib' Parc Eli Lotar.

En 2025, Aubervilliers dispose de treize stations Vélib' Métropole (https://velib.gingko.ovh/liste.php#cp93300) réparties dans les différents quartiers. D'autres sont situées à la limite du territoire communal.

## Toponymie
La ville est mentionnée sous la forme latinisée Albertivillare en 1059. D'où le gentilé d'Albertivillarien pour désigner les habitants.
Nom de lieu en -villiers (variante de -villier, -villers, -viller, issu du bas latin villare, dérivé de villa, ferme, village, puis ville) appellatif caractéristique de domaines agricoles de l'époque mérovingienne et carolingienne. Le premier élément est le nom de personne germanique Adalbertus qui a donné les prénoms Albert (forme savante) et Aubert (forme populaire), devenu patronyme. Homonymie avec un hameau de Seine-et-Marne, Aubervilliers et certains Auberville  de Normandie (les autres s'expliquant par le nom de personne norrois Osbern > Auber, nom de famille normand).

## Histoire

### Origines
Comme nombre de communes de la petite couronne parisienne, cette ville a longtemps été un domaine agricole et maraicher jusque dans les années 1860. Comme le rappelle le nom de son église, Notre-Dame-des-Vertus, Aubervilliers était située dans une vaste zone légumière qui nourrissait Paris. Cette plaine, asséchée et cultivée dès le Moyen Âge, devient au XIXe siècle la plus grande plaine maraîchère de France, spécialisée dans la production de choux de Milan « Gros des Vertus », salsifis et oignons « Paille des Vertus », qui fondent la réputation des producteurs locaux.

### Moyen Âge
Aubervilliers n'apparaît pas dans les archives avant 1060, date à laquelle Henri Ier en fait donation au prieuré Saint-Martin-des-Champs. En 1111, les serfs d’Aubervilliers sont affranchis. En 1182, le prieuré Saint-Martin-des-Champs de Paris accorde aux bouchers de Paris le droit de faire paître gratuitement leur bétail dans les champs une fois les récoltes faites. En 1221, Guillaume Bateste, seigneur de Franconville, devient le premier seigneur du Vivier-lès-Aubervilliers. L'église, qui dépendait au commencement du XIIIe siècle d'une des paroisses de Saint Denis, devint bientôt fameuse par les miracles qu'y opéra une image de la Vierge.
En 1336, Jacques du Breul, prieur de l'abbaye de Saint-Germain-des-Prés, rapporte le Miracle de la pluie : une jeune fille occupée à parer de fleurs la statue de la Vierge dans l'église voit son visage ruisseler de larmes alors que la pluie se met à tomber sur les récoltes desséchées. En 1338, le roi Philippe de Valois et sa femme se rendirent à Aubervilliers pour visiter l'image. De 1340 à 1792, on s'y rendait en foule chaque année de Paris et de ses environs.
Richard de Laillier a épousé Jeanne de Saclay "Dame d'Aubervilliers" ; il était attaché au roi Charles V, possédait déjà un hôtel près de Saint-Germain-l'Auxerrois. Leur fils, Michel, sera aussi seigneur d'Ermenonville. Il est changeur et "maître des monnaies", sera nommé prévôt des marchands. Après un bref serment d'allégeance au duc de Bourgogne, maître de Paris, il se rapproche du roi Charles VII et organise le complot qui va chasser les Anglais de Paris et ouvrir la capitale au Roi (1436).
En 1429, la ville est occupée par les Anglais qui est reprise par Michel de Laillier en 1436.
Louis XI s'y rendit en novembre 1474 puis à nouveau en août 1478, chez Pierre L'Orfèvre, nouveau seigneur du Vivier. Ce dernier était déjà seigneur de Pont-Saint-Maxence et hérita aussi de la seigneurie d'Ermenonville. A sa mort, Pierre l'Orfèvre II, son fils, hérite de ses biens et devient grand chambellan de Louis XI. L'image de la Vierge en plomb, que ce roi portait à son chapeau, était la représentation de celle d'Aubervilliers.

### De la Renaissance auXVIIIesiècle
En 1531, la Seigneurie du Vivier-lès-Aubervilliers est vendue à la famille de Montholon qui la gardera jusqu'en 1779. La façade et la tour de l'église furent construites sous le règne de Henri II.
Les guerres civiles que la faction des Armagnacs excita en France entraînèrent la destruction du village, mais les abondantes aumônes des nombreux pèlerins qui y arrivaient de tous côtés permirent de le rebâtir promptement. Lors des guerres de Religion, le 10 novembre 1567, la bataille de Saint-Denis a lieu dans La Plaine Saint-Denis opposant l’armée catholique d’Anne de Montmorency aux troupes protestantes de Condé.
Henri IV habita Aubervilliers pendant le siège de Paris en 1590.

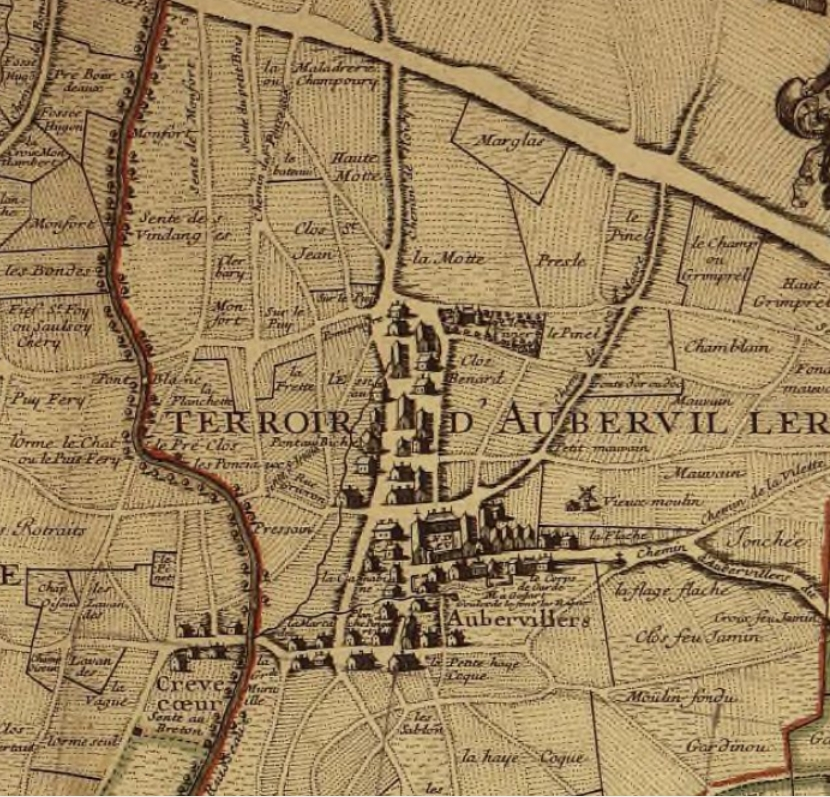
Le terroir d'Aubervilliers en 1707.
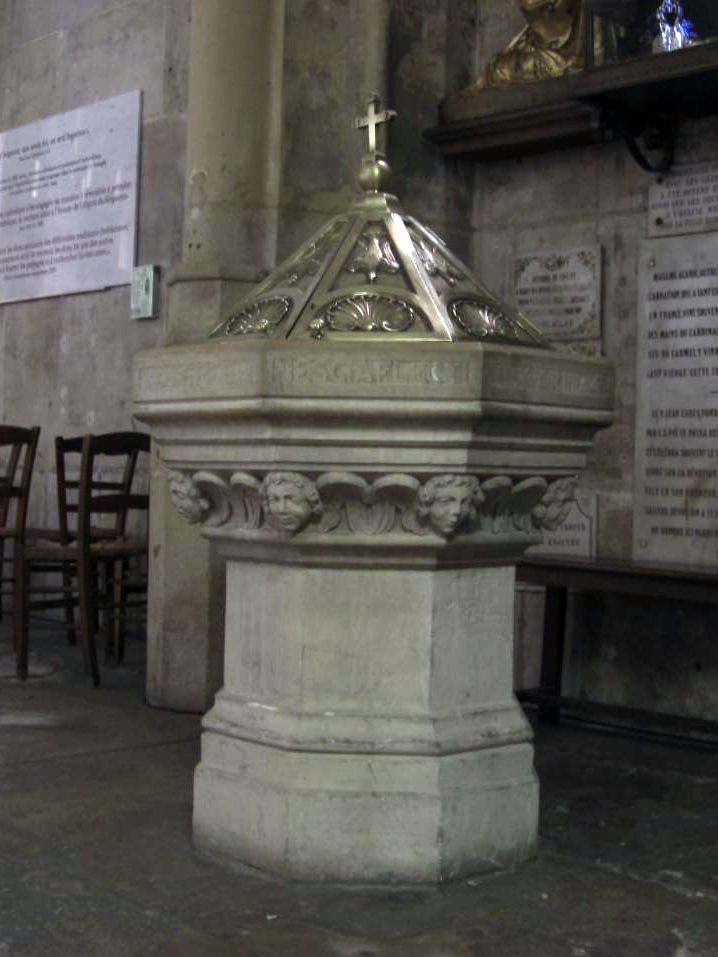
Fonts baptismaux (date ?) de l’église Notre-Dame-des-Vertus.

La venue de Louis XIII en 1613, puis en 1614 et 1628, permet le développement du pèlerinage à Notre-Dame des Vertus. Jacques Gallemant, curé d’Aubervilliers, permet à une communauté d’Oratoriens de s’installer en 1618 à Aubervilliers. Ils prennent la charge de l’église et développèrent un pèlerinage important autour de la statue de la Vierge d'Aubervilliers.
L'installation à partir de 1622 d'une « Maison de Notre-Dame des Vertus » des oratoriens de Jean de Bérulle, puis son extension tout au long du XVIIe siècle, fait d'Aubervilliers un important centre de la spiritualité catholique française. Des penseurs « pieux et religieux illustres » comme François de Sales, Vincent de Paul, Jean Eudes - il y restera deux ans – Jean-Jacques Ollier, Jean-Baptiste de la Salle, le philosophe Nicolas Malebranche, ou le fils du grand Racine, le poète Louis Racine, participent à son pèlerinage et y viennent en retraite. À la fin de ce siècle et dans la première moitié du XVIIIe siècle, la Maison des Oratoriens d'Aubervilliers devient une « place forte » de la dissidence janséniste.

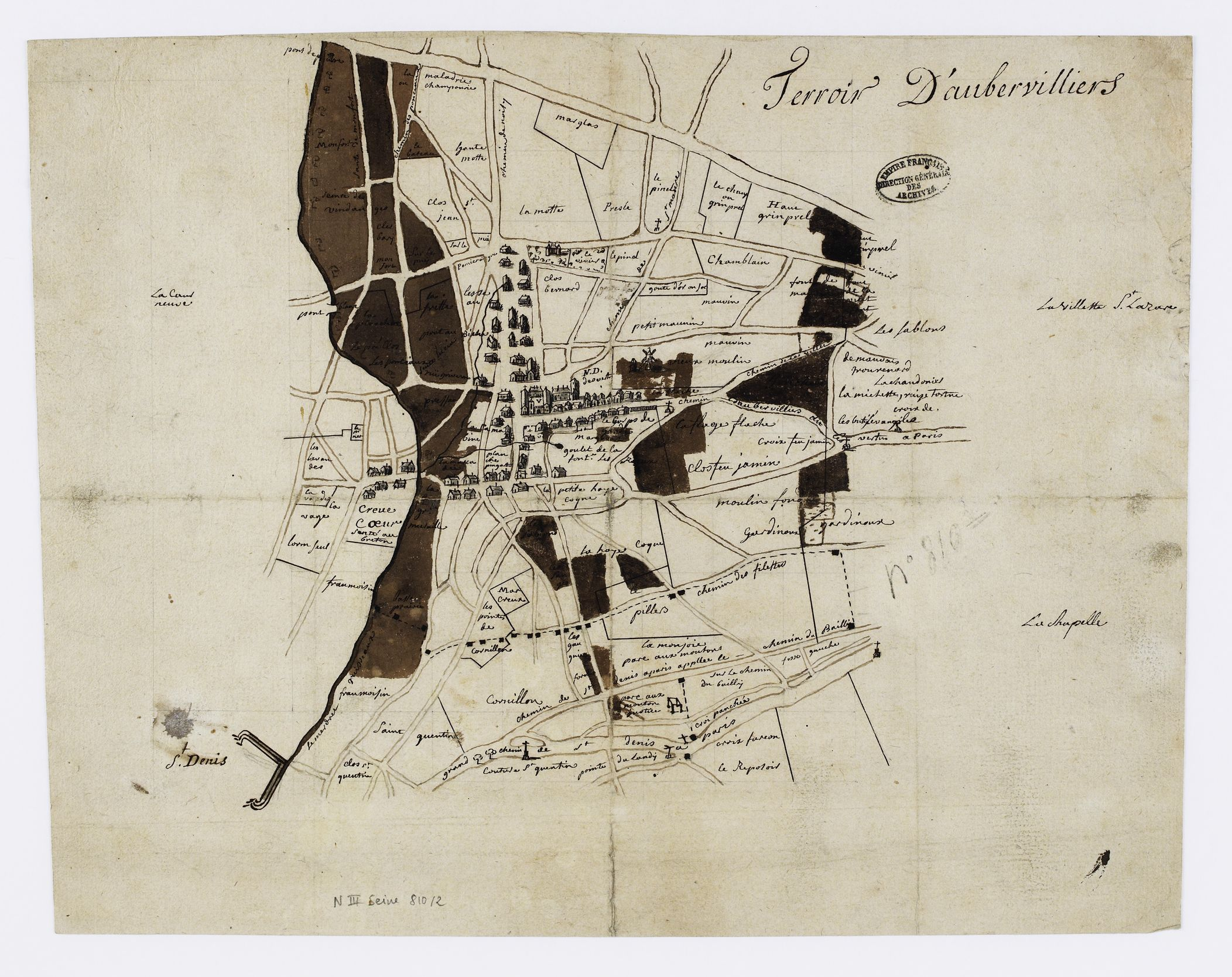
Terroir d'Aubervilliers et terroirs adjacents. Plans généraux et parcellaires, 1706.

En 1649, lors de la Fronde, Aubervilliers tombe dans la misère. Les cultures sont ravagées, la mort rôde et la population baisse. On comptera 125 décès en 1652 pour une population d’environ 1 500 habitants. Toutefois le petit bourg renaîtra, car il est jusqu’au XIXe siècle peuplé d'agriculteurs. La proximité des marchés de Paris favorise la culture maraîchère, notamment dans la plaine des Vertus, célèbre pour ses choux verts (le nom des variétés Aubervilliers et Gros des Vertus en atteste), oignons des vertus et légumes divers. En 1690, les Oratoriens d'Aubervilliers prennent le parti des Jansénistes. L’existence de la ferme Mazier au 70 rue Heurtault est attestée par un document de 1699.

### Révolution française et Empire

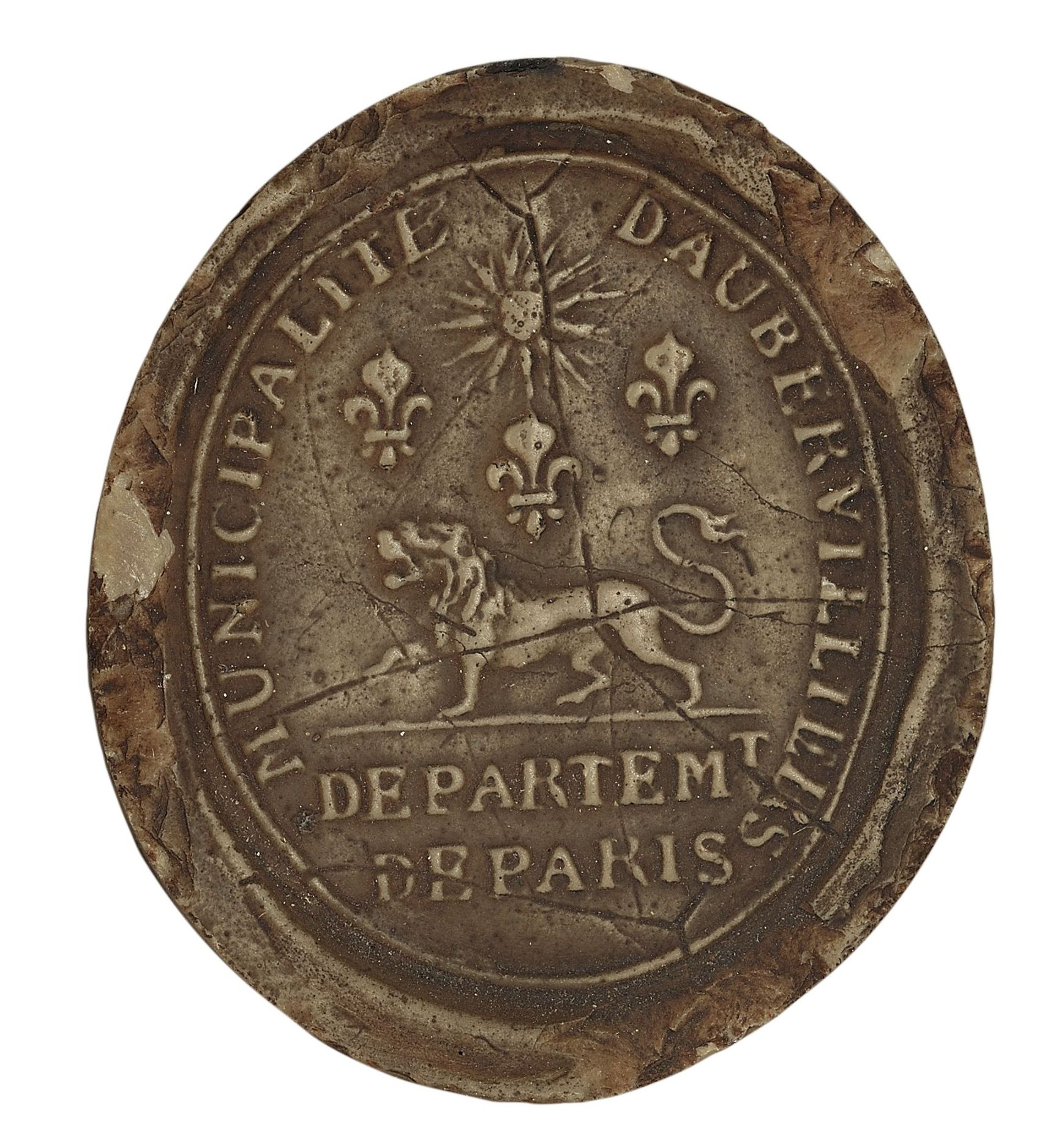
Sceau d'Aubervilliers (1791).

Le 12 août 1787 se tient la réunion de l’assemblée municipale d’Aubervilliers. En 1789, Mesme Monard, curé de la paroisse, et l'un des leaders de la contestation chez les oratoriens, participe à la rédaction d'un cahier de doléances, plaintes et remontrances. Le 24 janvier 1790 se tient l'élection du premier maire d'Aubervilliers, Nicolas Lemoine. En 1792, la délimitation de la commune d’Aubervilliers est réalisée. En 1794, un nouveau curé est nommé pour la commune : Thomas-Juste Poullard, futur évêque constitutionnel d'Autun.
La plaine d'Aubervilliers fut, en 1814 puis en 1815, le théâtre d'un combat sanglant entre les troupes françaises et les Prussiens, qui la prirent et reprirent plusieurs fois. Les soldats français, accablés par le nombre, furent finalement contraints de l'abandonner.

### De la Restauration à la Commune de Paris
Le 13 mai 1821 est mis en service le canal Saint-Denis qui facilite l'accès à Paris depuis Rouen et joue un rôle majeur dans l'urbanisation de la ville.
En 1832, une épidémie de choléra décime la population.
À partir de 1840 se met en place l'industrie avec l'installation d'une fabrique de savons résineux.
Afin de protéger Paris (et le cas échéant, mater ses rébellions) Thiers fait édifier entre 1841 et 1844 les « Fortifications » ainsi que le fort d'Aubervilliers en 1843. Les terrains du fort et de ses dépendances sont annexés par Aubervilliers au détriment de Pantin.
Le marché forain du Centre est créé en 1861.
La Révolution industrielle et l’expansion de Paris changent radicalement la donne. Les industries s’installent au bord du canal Saint-Denis. Le 6 octobre 1862, le baron Georges Tom Hainguerlot commence l'exploitation des Magasins généraux à Saint-Denis, qu'il étend en 1866 à Aubervilliers. En 1866, la Société des Manufactures des glaces et produits chimiques de Saint Gobain, Chauny et Cirey acquiert la fabrique d’acide sulfurique de John Frédéric Boyd située rue du Landy.
Le 12 septembre 1867, madame Lequin commence l'exploitation de la manufacture des allumettes d'Aubervilliers au lieu-dit La Motte, rue du Vivier,.
À la fin de la Guerre franco-allemande de 1870, pendant le siège de Paris, l'administration municipale se réfugie dans la capitale, au 20, boulevard de Strasbourg.
Au début de l'année 1877, le tramway arrive dans le centre-ville.

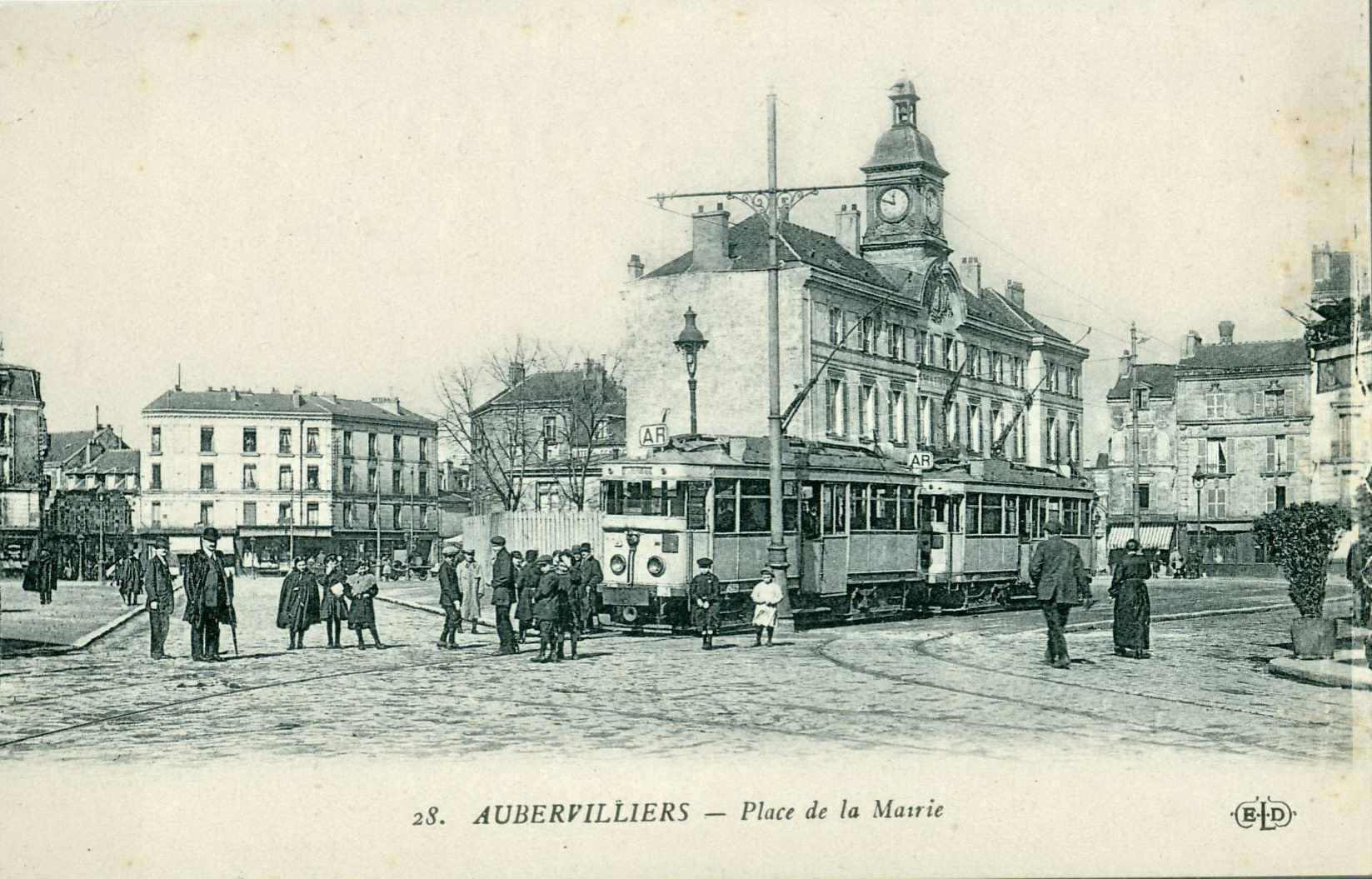
La commune était autrefois desservie par de nombreuses lignes de tramway. On voit ici le terminus de la ligne AR (Aubervilliers - République) des TPDS...
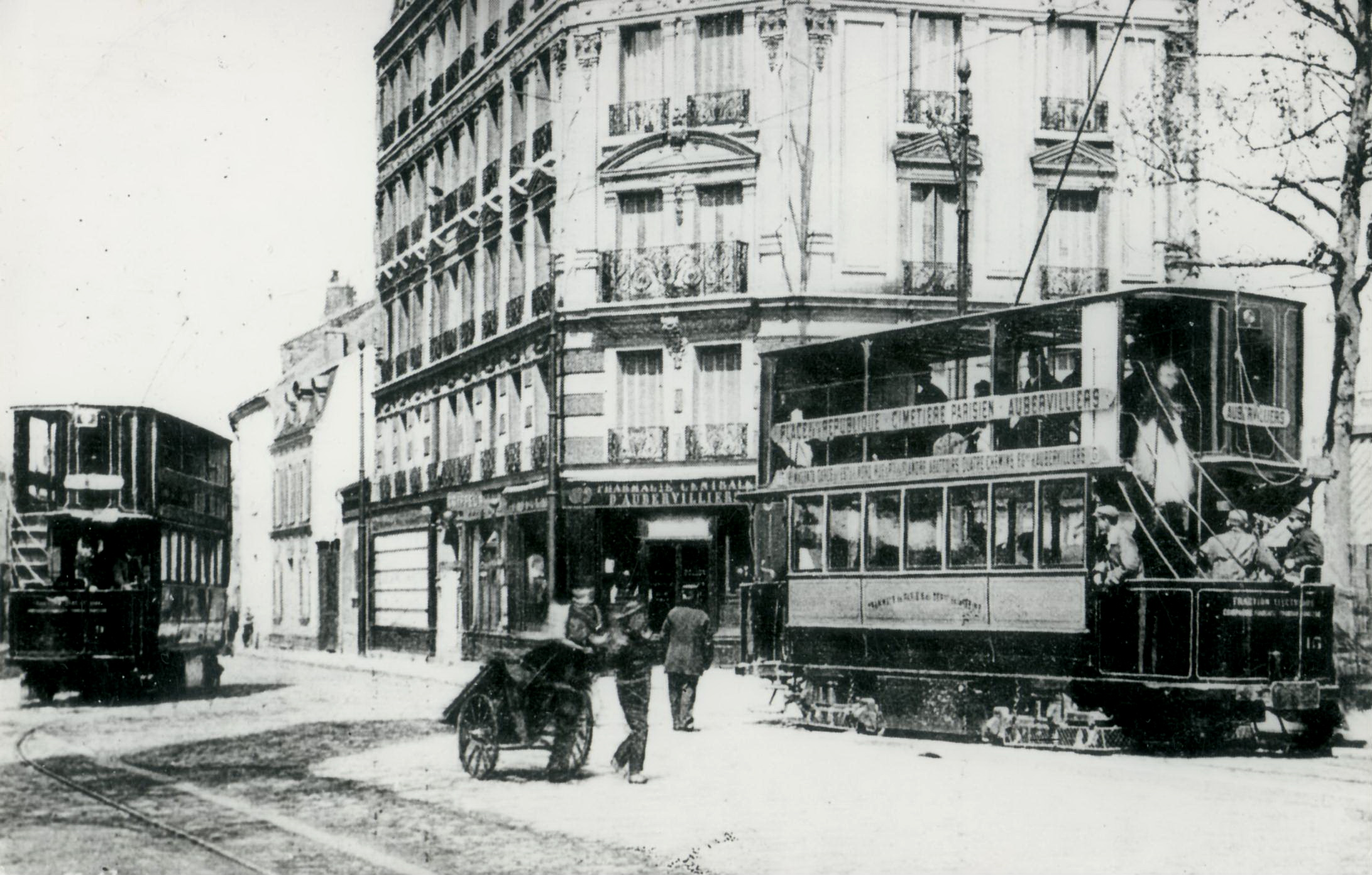
...et un tramway électrique à impériale, également des TPDS, circulant sur la ligne Place de la République - Gare de l'Est - Cimetière parisien - Quatre Chemins - Aubervilliers.

En 1879, la boyauderie M. Jacquart s’installe. Elle est rachetée plus tard par Witt SA, un boyaudier de La Courneuve. L'ensemble des bâtiments est racheté en 1921 par les établissements Wanner, qui y fabriquent des matériaux isolants : plaques de carreaux notamment de plâtres et de lièges. Le 18 juin 1897, une fabrique de dégras (huiles et graisses industrielles) s'installe au chemin Haut de Saint-Denis à Aubervilliers et restera en activité jusqu'à la Seconde Guerre mondiale. En 1898, construction d'un dépôt de tramways situé à l'angle de l'’avenue de la République, au numéro 30 et de la rue du Midi.

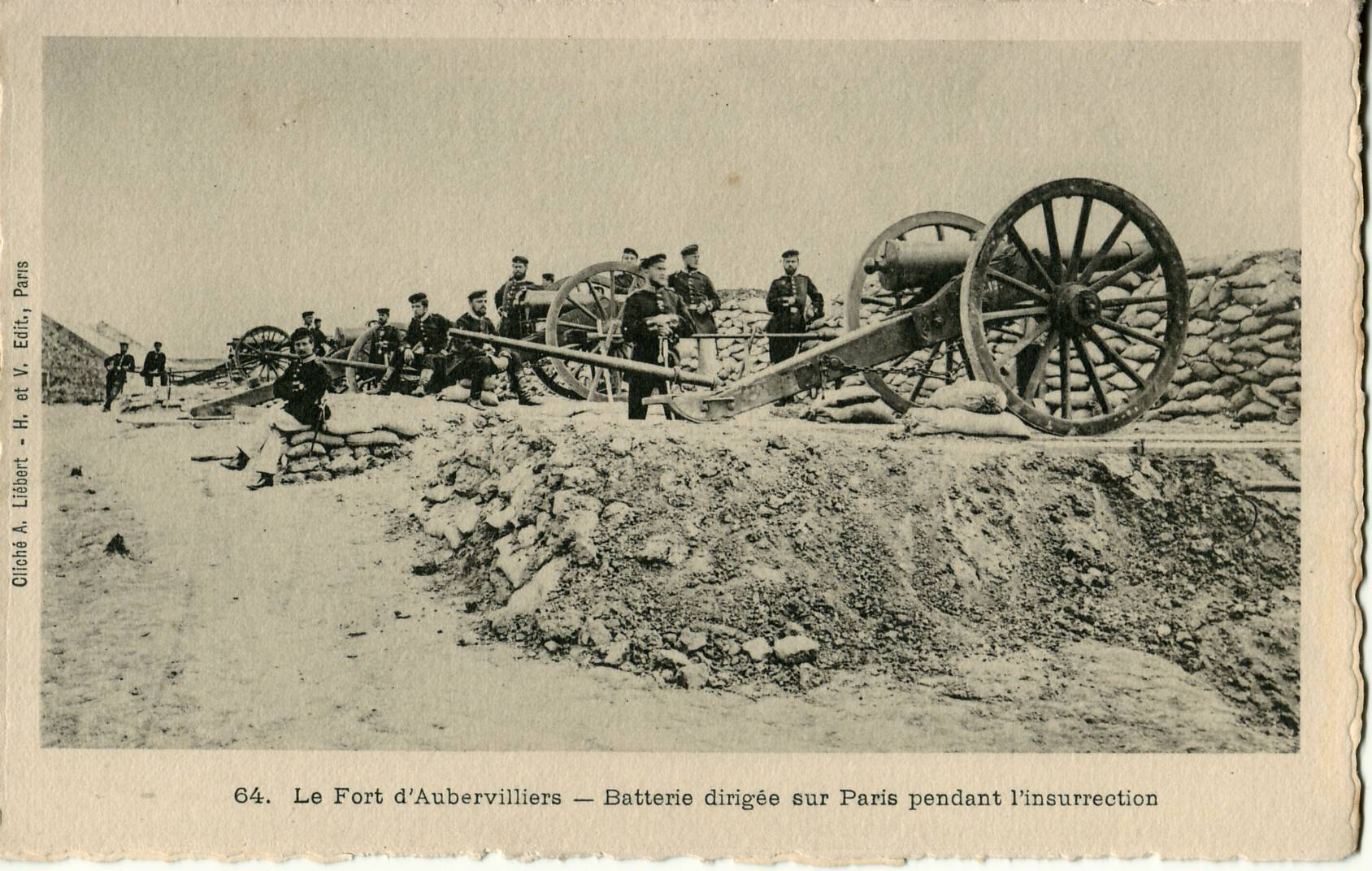
Batterie dirigée sur Paris durant l'insurrection de la Commune au fort d’Aubervilliers. Cliché Liébert.
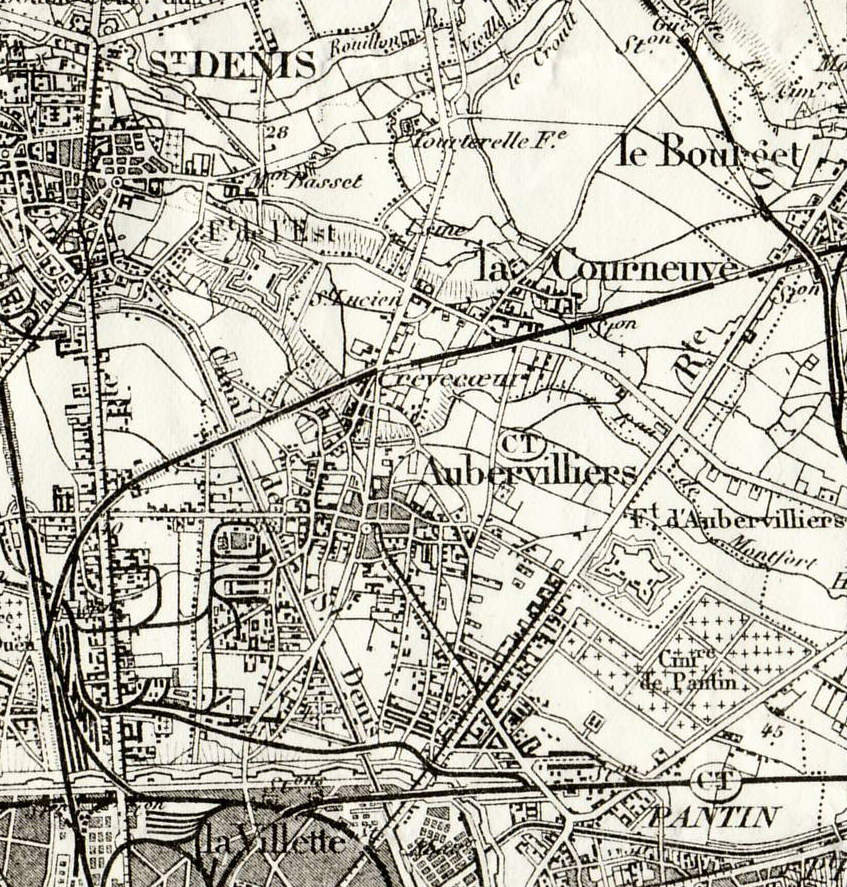
Aubervilliers en 1888. Carte d'état-major.
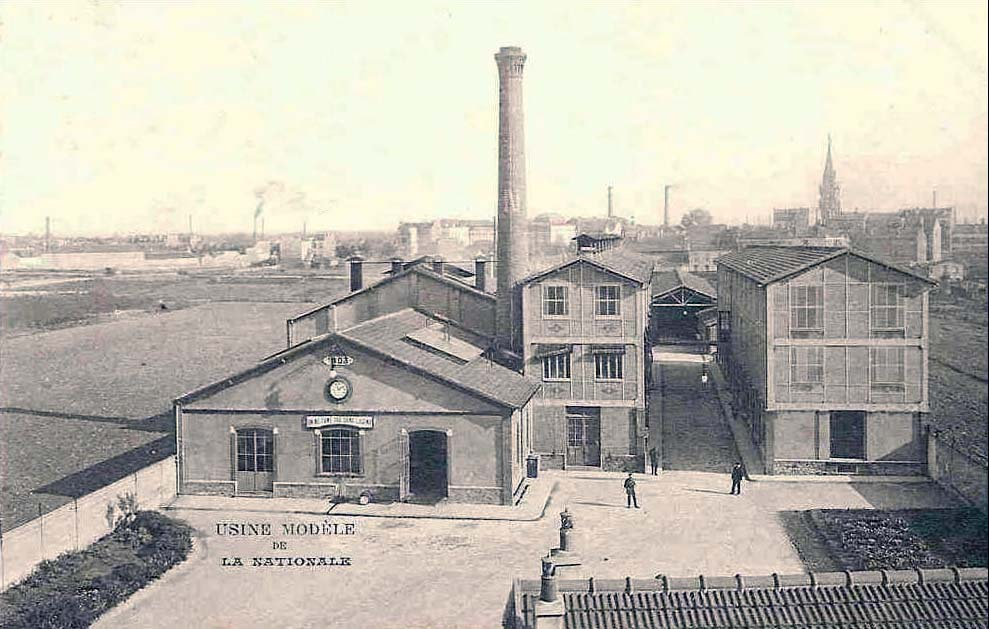
L'Usine de la Nationale au début du XXe siècle.
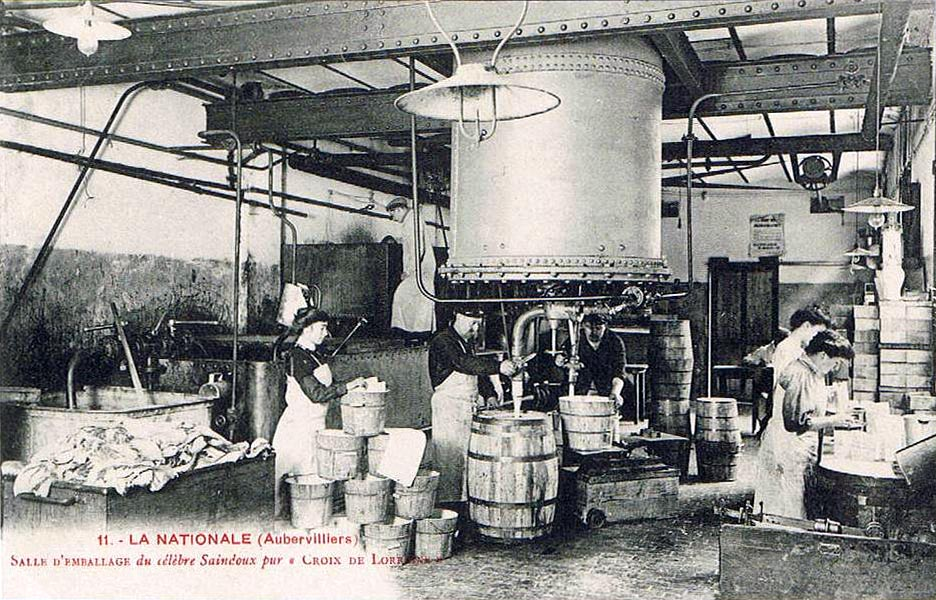
La même usine, vue de l'intérieur.

### De la Belle Époque à la Seconde Guerre mondiale

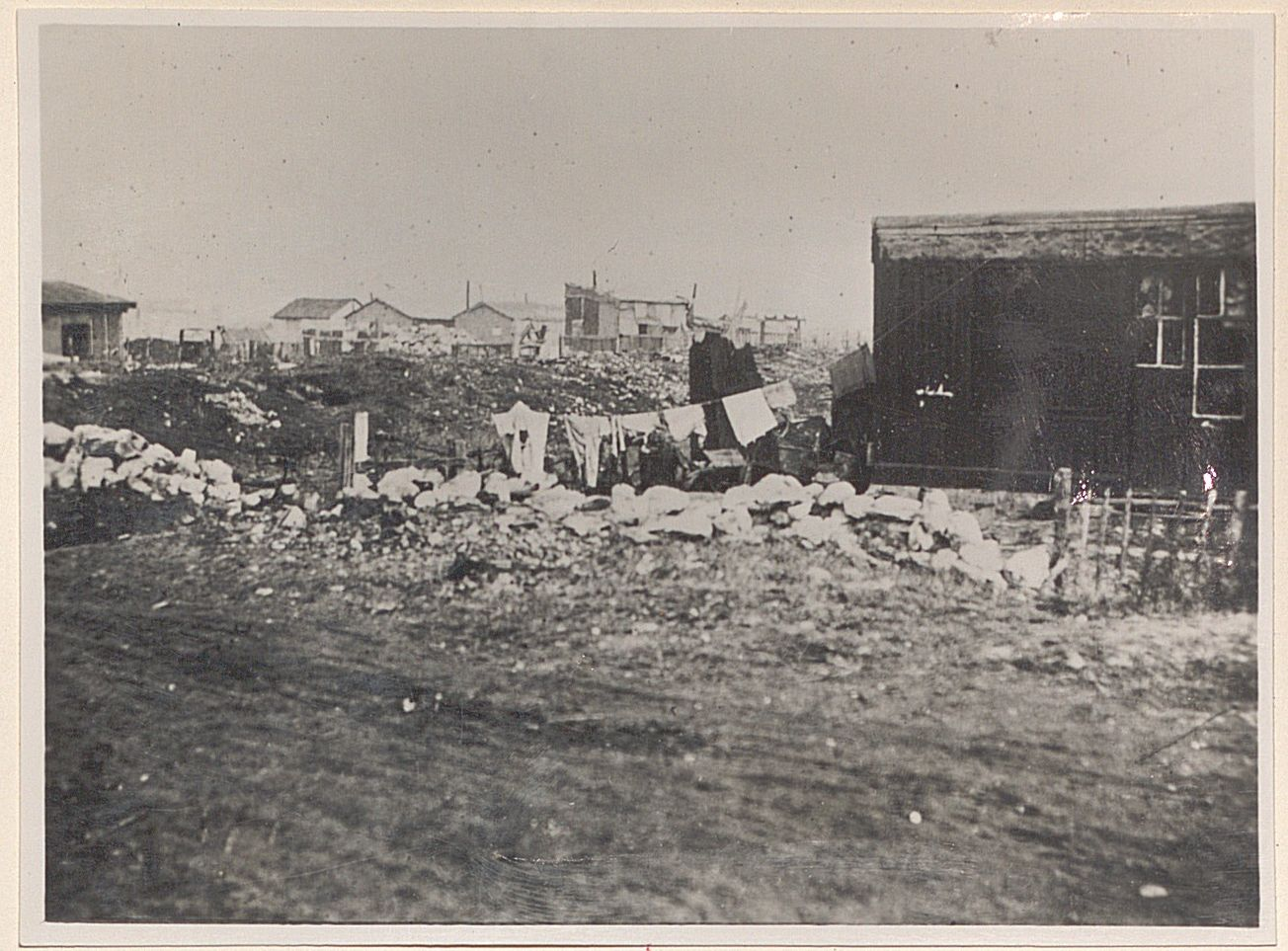
Bidonville à Aubervilliers dans les années 1930.

À la fin du XIXe siècle, la vie du petit bourg est déjà intimement liée à l’industrialisation naissante. Des Belges, des Lorrains, des Alsaciens, des Bretons, des Espagnols, des Italiens et des Portugais arrivent par vagues successives. Cette capacité d’absorption et de brassage des populations caractérise l’histoire de la commune. Les ouvriers viennent habiter la banlieue, moins chère que la capitale. Depuis, Aubervilliers est une ville multiculturelle, où cohabitent des provinciaux plus de 70 nationalités.
Pendant plusieurs décennies, les grandes industries forgeront l’identité de la ville.
La Manufacture des Allumettes est marquée par les grèves de 1893 et 1895 contre la dangerosité des produits et sur la question des salaires et des retraites. Elle est reconstruite en 1902 avec sa cheminée de plus de 45 mètres de haut, qui a été conservée et classée monument historique depuis 2005. La manufacture ferme en 1962. En 1967, la Documentation française s'y installe jusqu'à fin 2010 avant que le site ne soit repris en 2015 par l'Institut national du patrimoine.
Le quartier des Quatre-Chemins qui chevauche la limite de territoire communal d’Aubervillers et de Pantin, était surnommé de manière péjorative « la Petite Prusse », en rapport avec les nombreux immigrés venus y travailler à la verrerie Saint-Gobain, implantée en 1866 au bord du canal. L’identité du quartier le conduit même à demander en vain un statut de commune de plein exercice, à la fin du siècle.
- 15-16 avril 1900, incendie de l'église.
- 1908, installation des émailleries Edmond Jean, boulevard Anatole-France.

Pierre Laval devient maire d’Aubervilliers lors d'élections partielles en 1923. Il le restera jusqu'à la Libération de la France en août 1944. Lors de l'élection, sa liste constituée de transfuges de la SFIO, d'exclus de la Section française de l'Internationale communiste (SFIC) et de notables, s'impose face à une liste de la SFIO, une liste du Parti communiste et une liste de modérés. André Guénier devient son adjoint et son éminence grise à la mairie. Son mandat est marqué par la résorption de plusieurs taudis, le nettoyage des espaces publics, la construction de plusieurs écoles et de nombreuses établissements sociaux.
Au début des années 1930, la municipalité refuse de scolariser les enfants des familles espagnoles et d'apporter de l'aide aux chômeurs étrangers, premières victimes de la crise économique. L'ambassadeur d'Espagne intervient auprès de Pierre Laval pour attirer son attention sur les conditions de vie misérables de ces familles.
- 1919 : implantation de la société Aéroplanes Henry Potez.
- 1927 : construction du bureau de poste principal rue Achille-Domart.
- 1929 : construction de 186 logements à bon marché et de quatre boutiques par la société anonyme d'HBM d’Aubervilliers, avenue Jean-Jaurès, face au fort.
- 1931 : construction de 110 logements à bon marché et de quatre boutiques par l'office public d'HBM d'Aubervilliers, rue de la Goutte d'Or (aujourd'hui rue André-Karman) et rue Bordier. Les travaux du stade municipal Auguste-Delaune se terminent.
- 1944 : la division Leclerc stationne sur la RN2[44]. Charles Tillon devient maire.
- Usine des établissements de la Parfumerie L.T. Piver (1865-1974) rue de la Motte et 161 avenue Jean-Jaurès, transformée en résidence d'artistes nommée POUSH[45]

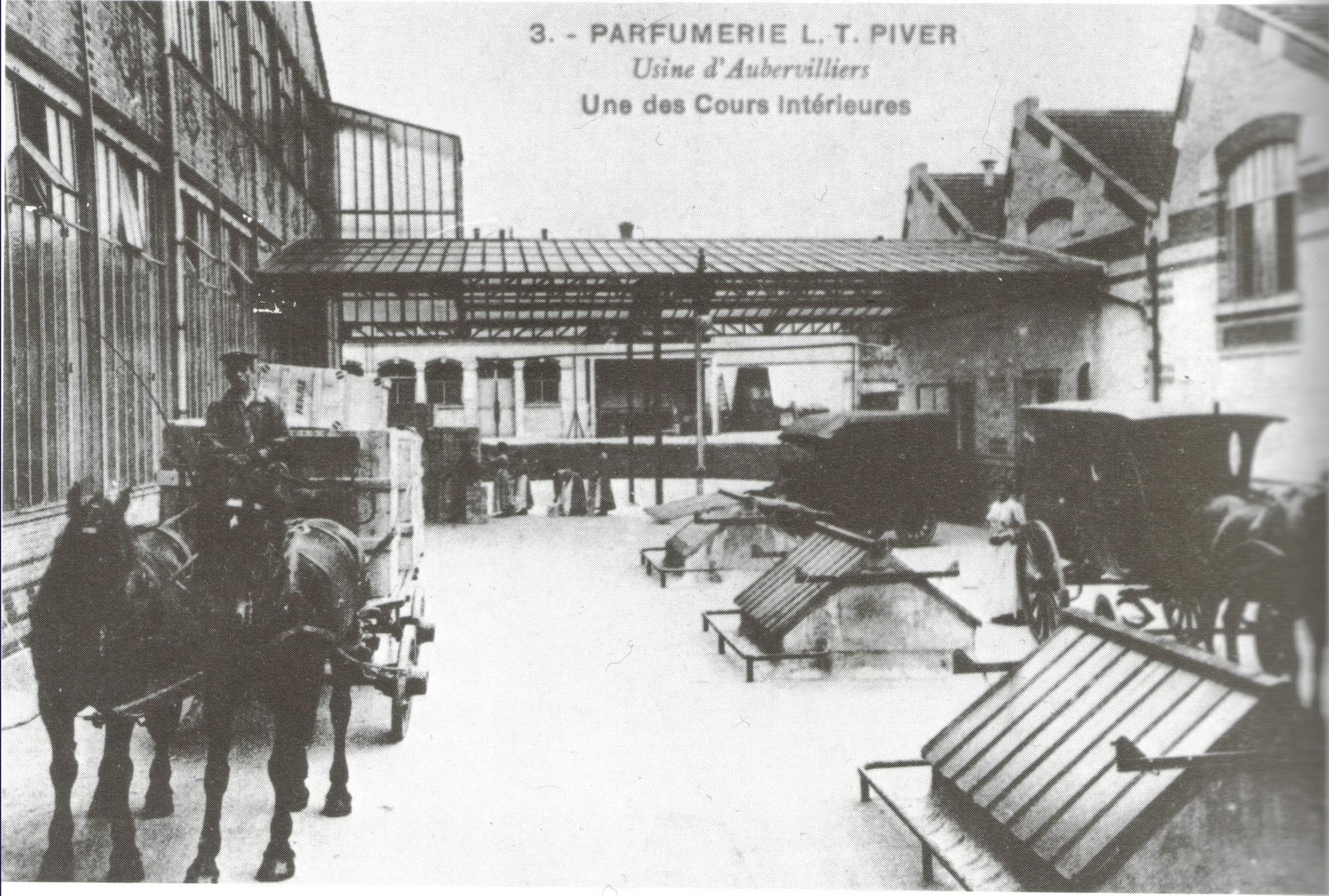
Parfumerie L.T. Piver - une des cours intérieures.
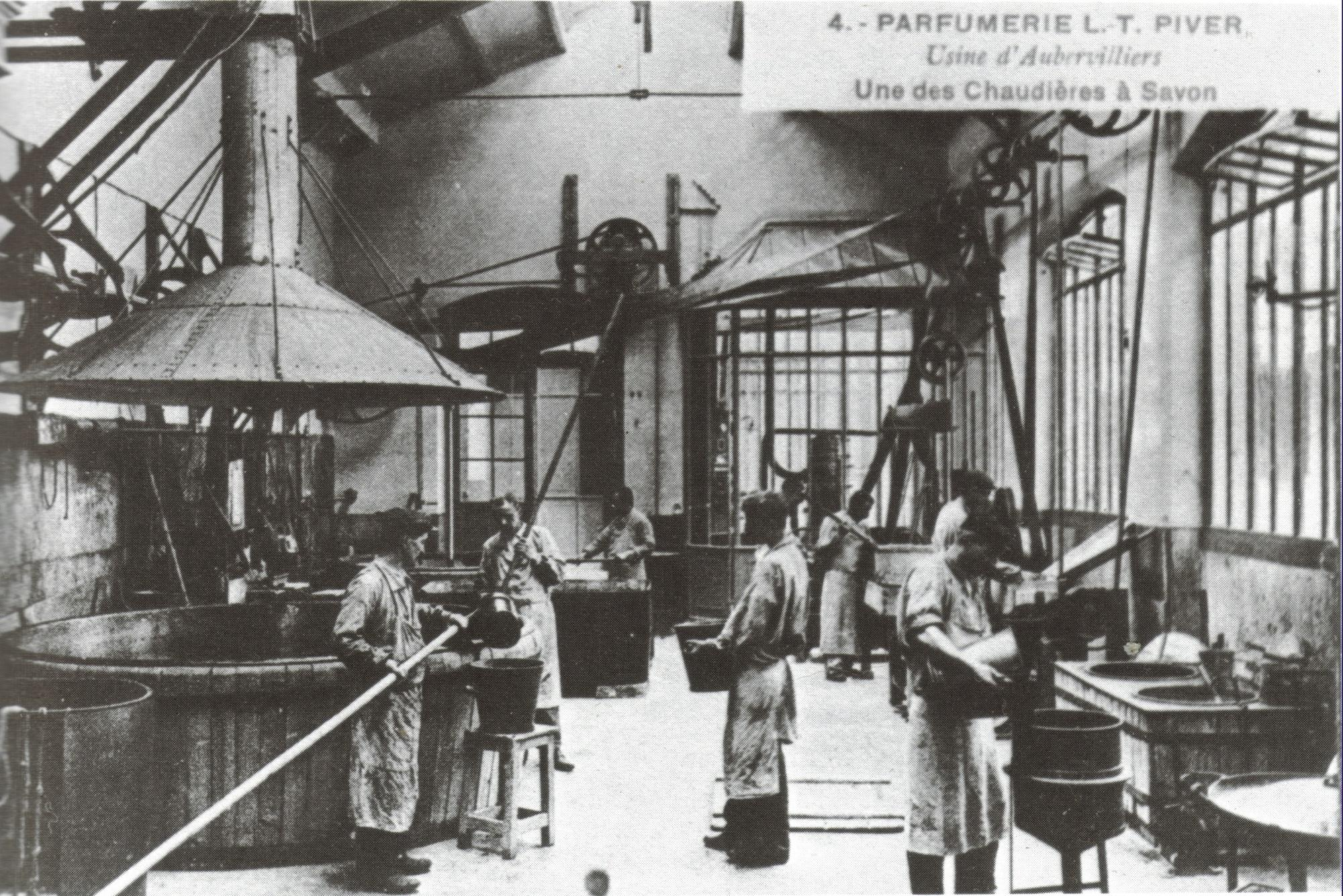
Parfumerie L.T. Piver - une des chaudières à savon.
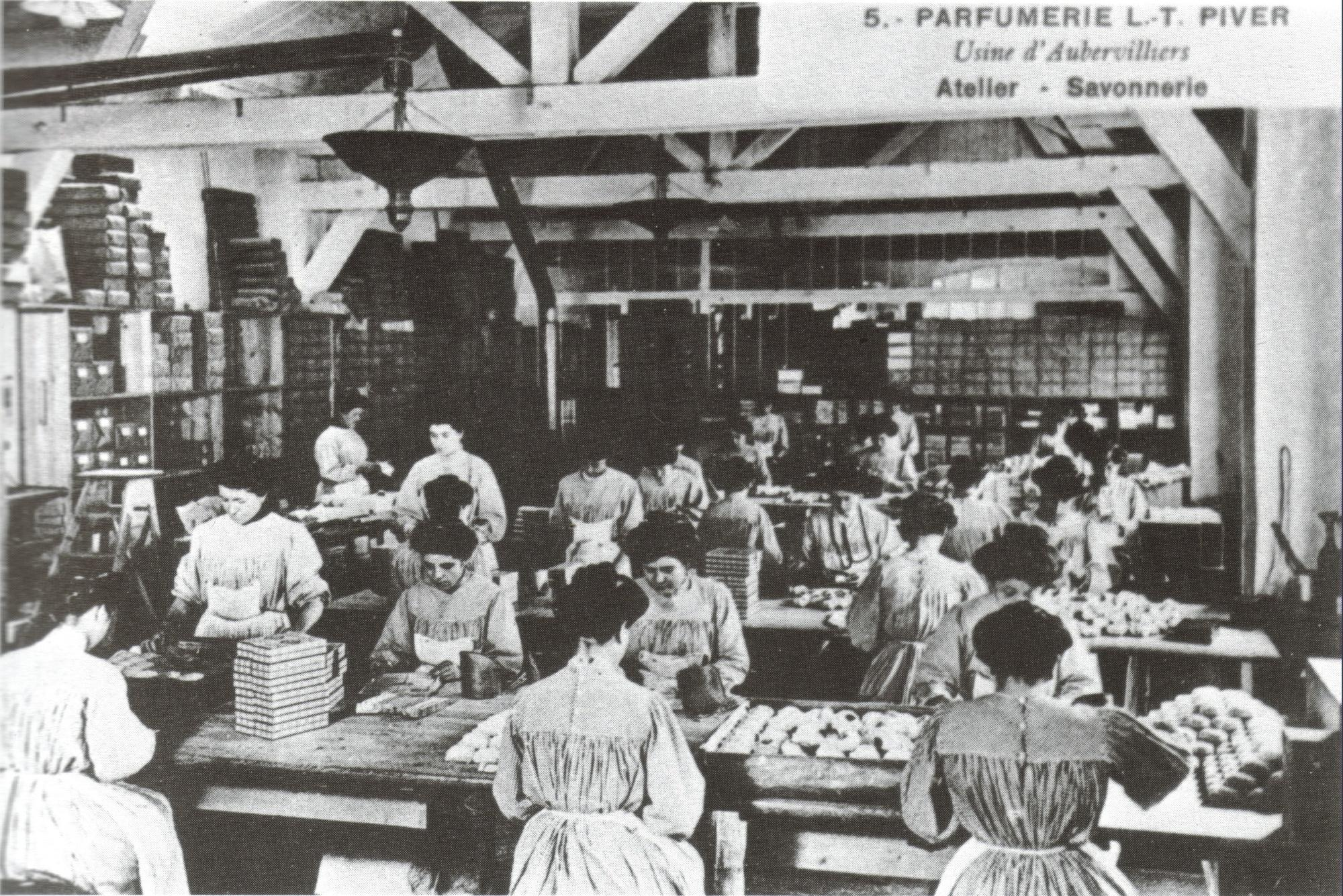
Parfumerie L.T. Piver - Atelier - Savonnerie.
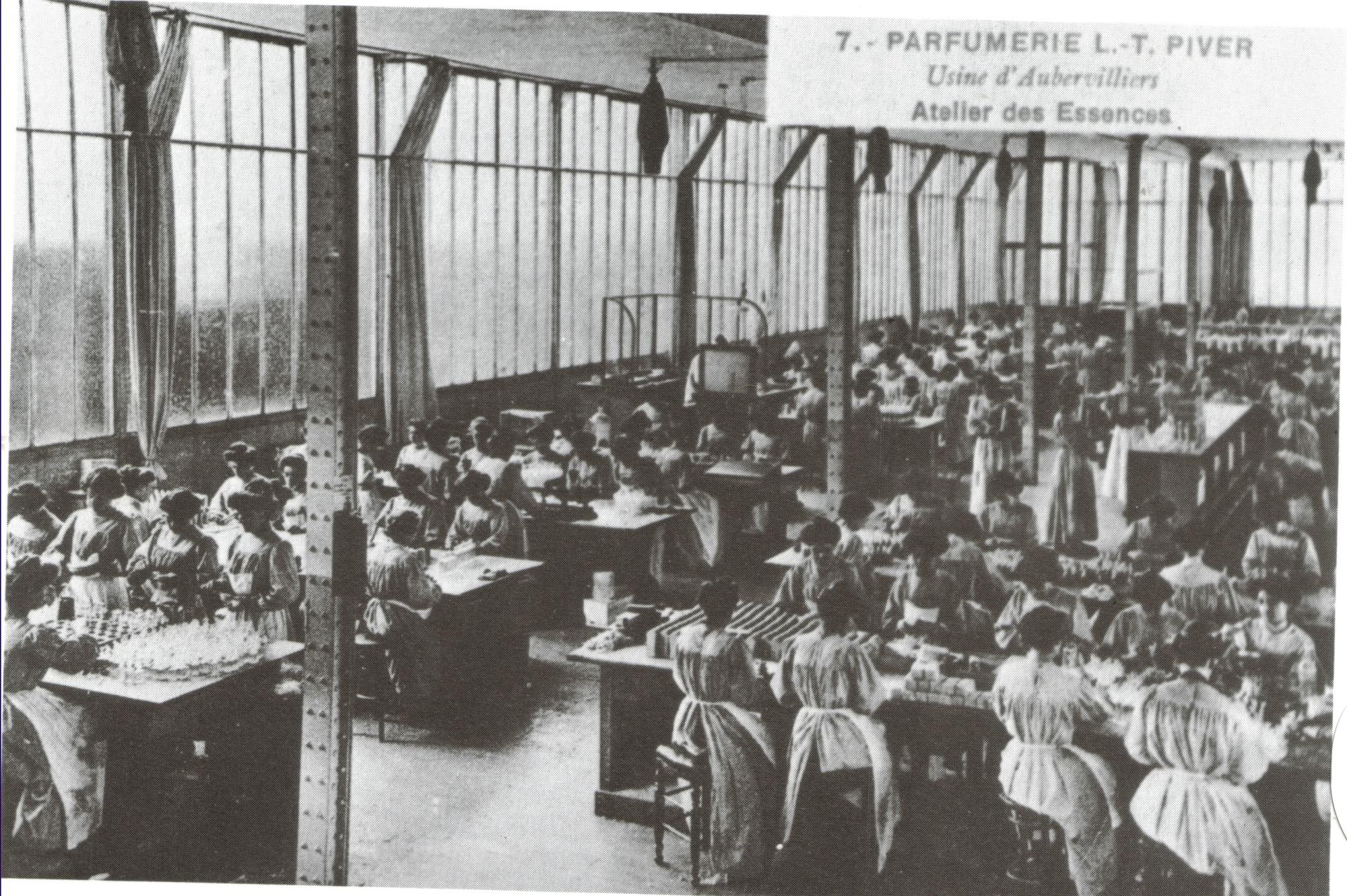
Parfumerie L.T. Piver - atelier des essences.
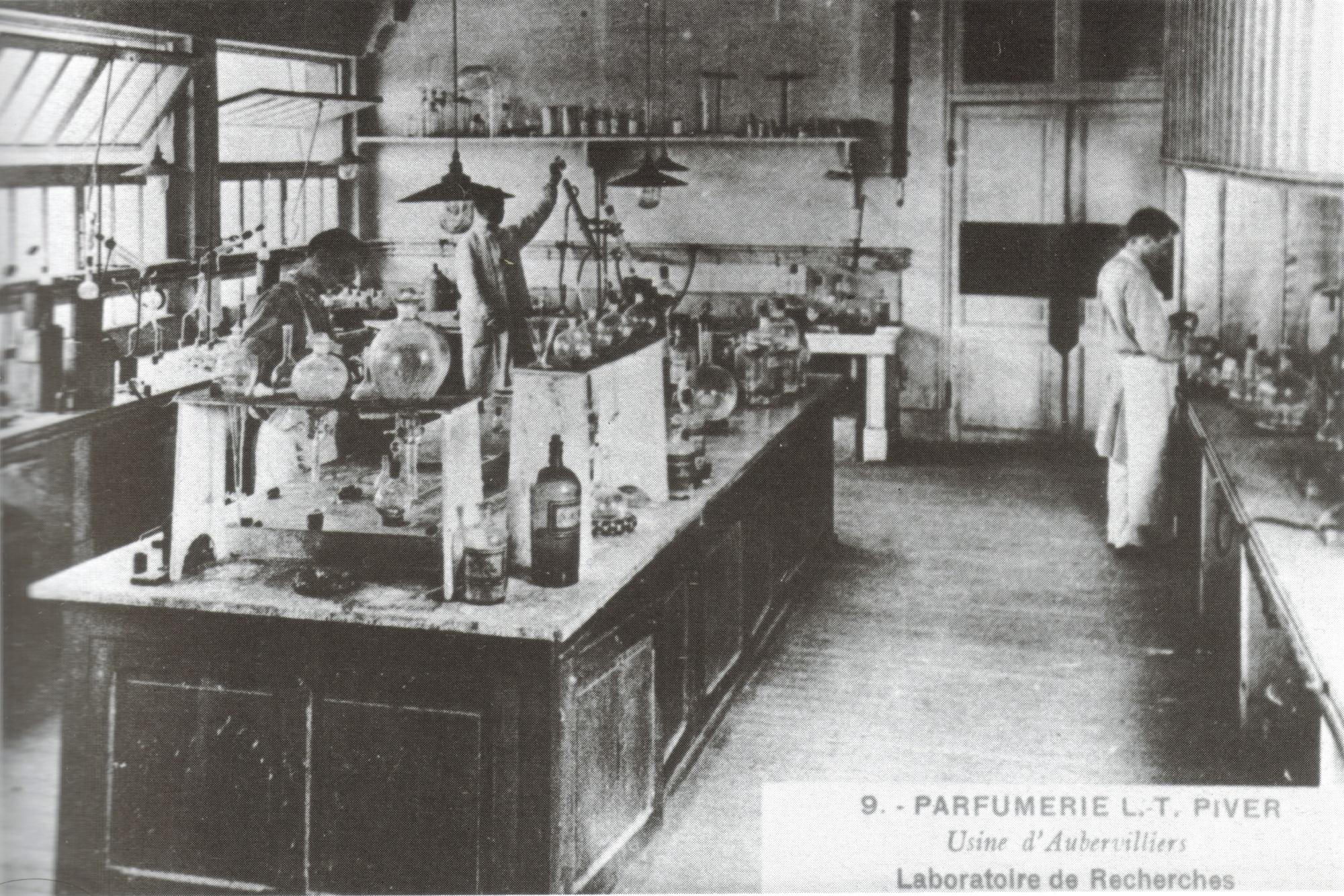
Parfumerie L.T. Piver - laboratoire de recherches.
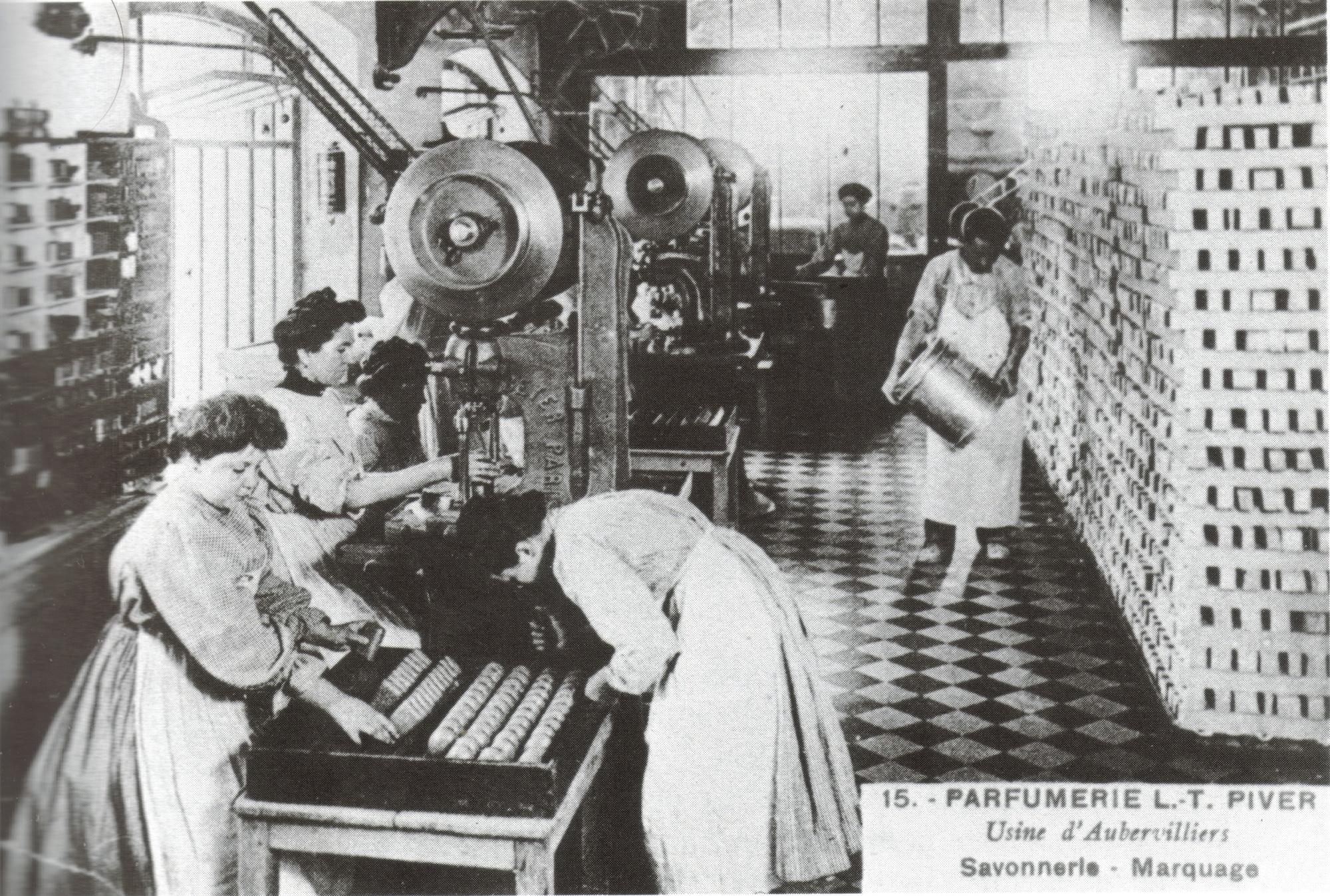
Parfumerie L.T. Piver - savonnerie - marquage.

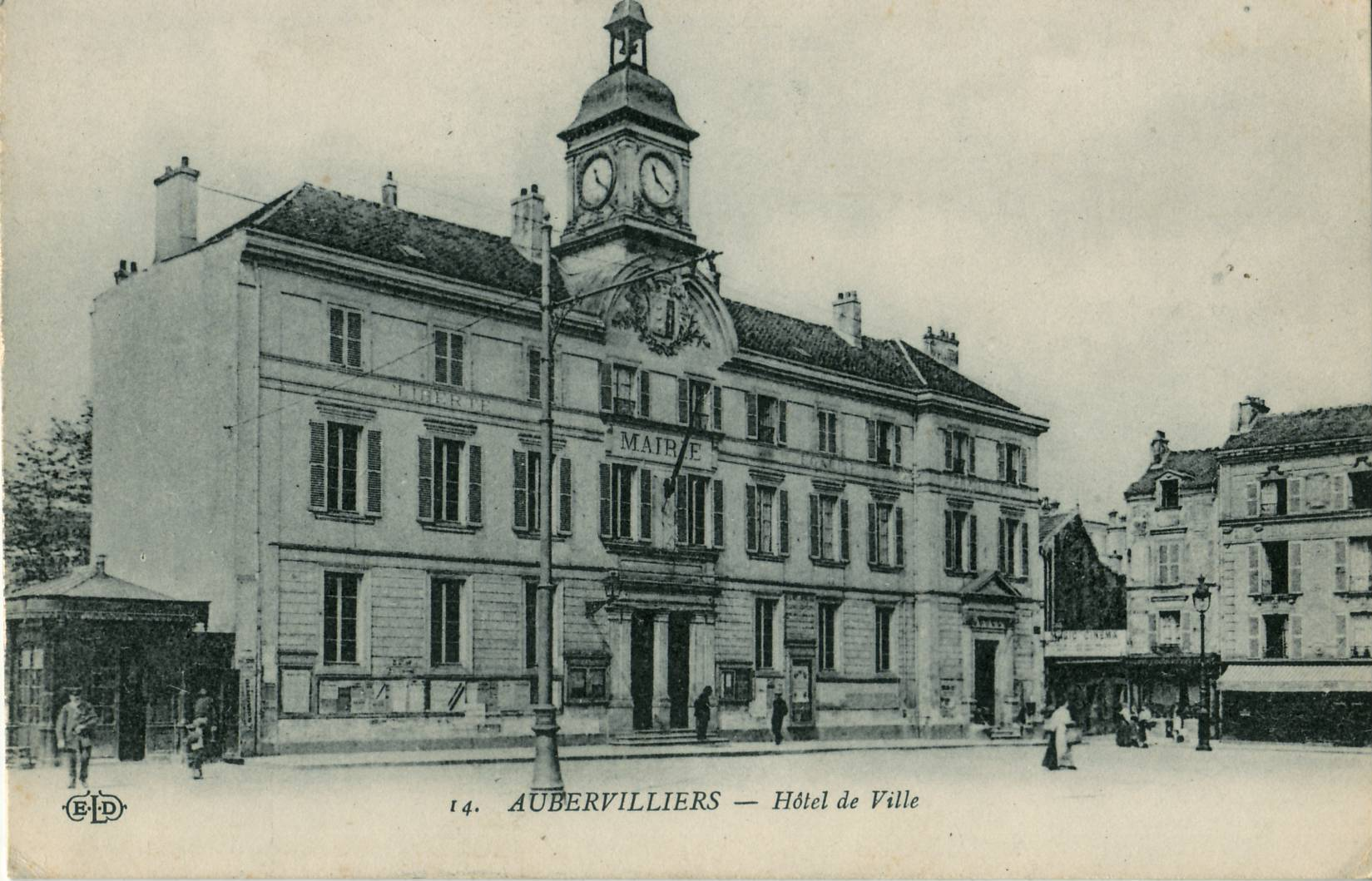
L'hôtel de ville, dans sa configuration initiale, vers 1915.
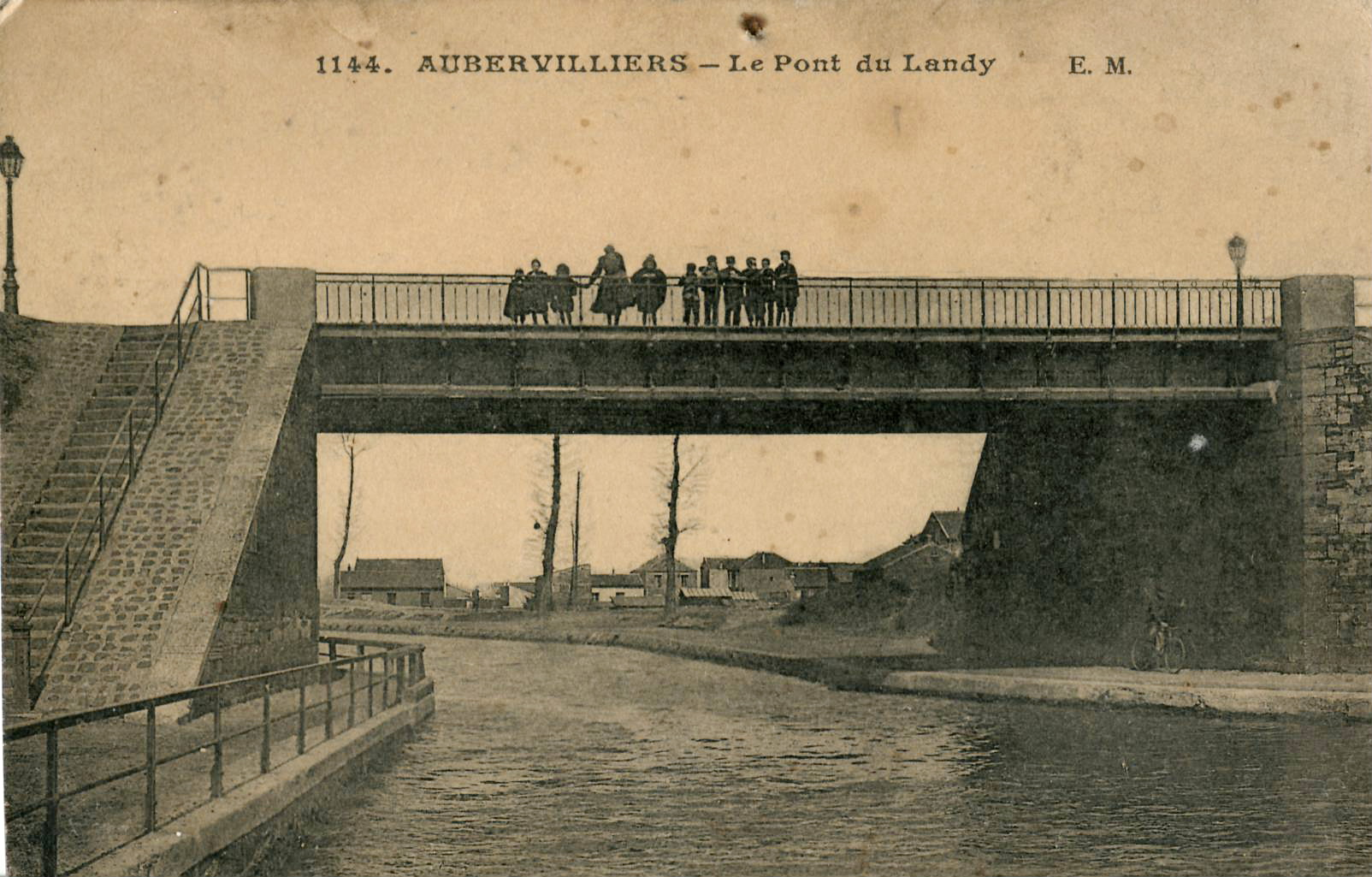
Le Pont du Landy sur le canal Saint-Denis, dans les années 1910.

### Période contemporaine
- 1948 : Construction de 142 logements au Pont Blanc.
- 1952 : le 7 décembre, lors d'une Conférence dite d'Aubervilliers, les jeunes lettristes dissidents du mouvement d'Isidore Isou, Guy Debord, Gil J Wolman, Serge Berna et Jean-Louis Brau, dont le père est alors adjoint au maire, fondent officiellement dans un bar du quartier espagnol l'Internationale lettriste qui donnera naissance cinq ans plus tard à l'Internationale situationniste. Ils rédigent un document final tenant lieu de statuts qui est placé, après avoir été déchiré, dans une bouteille jetée dans le canal Saint-Denis tout proche et qui sera repêchée le lendemain par J.-L. Brau[46].
- 1953 : Charles Tillon démissionne, Émile Dubois le remplace ; 19 avril, construction du groupe HLM des Prés Clos ; 14 juillet, livraison de la Cité Ethel et Julius Rosenberg, avenue du Président-Roosevelt.
- 18 juillet 1954 : construction de 37 logements au 37 rue des Grandes-Murailles.
- 1957, à la suite du décès de Émile Dubois, André Karman devient maire.
- 1958, Construction de la cité Gabriel-Péri.
- 15 mai 1965, livraison de la cité Maurice-Thorez au 21 rue des Cités.
- 1969, construction de la cité République située 64-68 avenue de la République
- Dans la nuit du 1er au 2 janvier 1970, cinq Africains trouvent la mort dans un Foyer de travailleurs migrants par une asphyxie due à un chauffage de fortune. Ce drame connaît un fort retentissement et donne lieu à un vif débat sur l’immigration et les conditions de vie dans les foyers. Malgré l’appel lancé à des funérailles dans l’intimité le 10 janvier, elles furent marquées par l’irruption de manifestants de la Gauche prolétarienne et de personnalités comme Kateb Yacine, Jean-Paul Sartre et Michel Rocard. Le bidonville d’Aubervilliers fut visité deux jours plus tard par le premier ministre Jacques Chaban-Delmas, suivi le 14 janvier par un débat télévisé, contesté, des Dossiers de l’écran. Ce drame marquera durablement la représentation de l’immigration dans l’imaginaire collectif français[47],[48],[49].
- En 1972, le bidonville d'Aubervilliers situé chemin de Halage, le long du canal, près du pont de Stains disparaît complètement. La tour La Villette, construite en 1974, est un exemple d’architecture contemporaine.
- 1978 : Rénovation du quartier de la Maladrerie.
- 1979 : Inauguration des stations de métro Aubervilliers - Pantin - Quatre Chemins et Fort d’Aubervilliers.
- 1984 : décès d’André Karman, maire en fonction[50], qui est remplacé par Jack Ralite.
- La construction du Stade de France à Saint-Denis en 1998 a été un élément dynamisant de l’urbanisme de la Plaine Saint-Denis.
Avec ses 750 hectares aux portes de Paris, la Plaine Saint-Denis couvre le tiers du territoire albertivillarien et s’étend également sur ceux de Saint-Denis et de Saint-Ouen. Depuis le début des années 2000, ce secteur, qui fut l’une des plus vastes zones industrielles d’Europe[réf. nécessaire], est en pleine mutation, et va accueillir, en 2019, le Campus Condorcet.
- 2012 : Inauguration de la station de métro Front Populaire.
- En 2016, l'importante communauté chinoise d'Aubervilliers est la cible de violences répétées. Après la mort d'un homme des suites d'une agression, deux manifestations sont organisées en août. La troisième rassemblant entre 1 800 et 2 000 personnes réclament des mesures de sécurité renforcées[51],[52].
- Le 26 juillet 2018, un incendie se déclare dans une tour HLM de 18 étages du quartier Vallès-La Frette. Une mère de famille et ses trois enfants y périssent[53].
- 2022 : Inauguration des stations de métro Aimé Césaire et Mairie d'Aubervilliers.

## Politique et administration

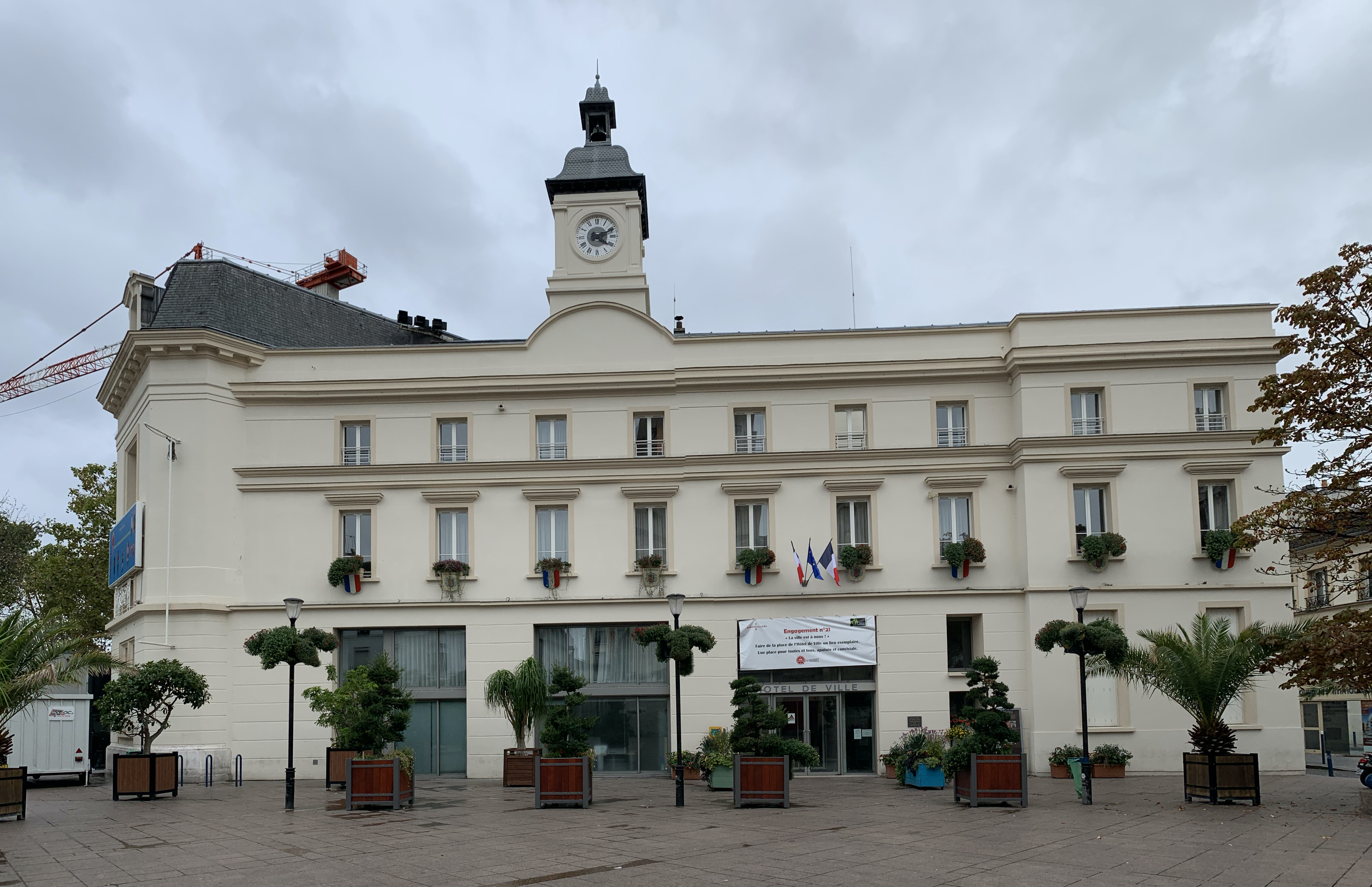
La mairie en 2019.

### Rattachements administratifs et électoraux
Jusqu’à la loi du 10 juillet 1964, la commune faisait partie du département de la Seine. Le redécoupage des anciens départements de la Seine et de Seine-et-Oise fait que la commune appartient désormais à la Seine-Saint-Denis à la suite d'un transfert administratif effectif le 1er janvier 1968.
De 1967 à 2015, Aubervilliers était divisée en deux cantons : le canton d'Aubervilliers-Est, qui comptait 43 592 habitants en 2012, et le canton d'Aubervilliers-Ouest, qui comptait 33 440 habitants. Depuis le redécoupage cantonal de 2014 en France, la ville forme à elle seule le canton d'Aubervilliers, dont elle est le bureau centralisateur.

### Intercommunalité
Aubervilliers était membre-fondateur de la communauté d'agglomération Plaine Commune, qui s'étendait sur neuf villes et joue un rôle économique fondamental aux portes de Paris.
Dans le cadre de la mise en œuvre de la volonté gouvernementale de favoriser le développement du centre de l'agglomération parisienne comme pôle mondial est créée, le 1er janvier 2016, la métropole du Grand Paris (MGP), dont la commune est membre.
La Loi portant nouvelle organisation territoriale de la République du 7 août 2015 prévoit également la création de nouvelles structures administratives regroupant les communes membres de la métropole, constituées d'ensembles de plus de 300 000 habitants, et dotées de nombreuses compétences, les établissements publics territoriaux (EPT).
La commune a donc également été intégrée le 1er janvier 2016 à l'Établissement public territorial Plaine Commune, qui succède à la communauté d'agglomération éponyme.

### Tendances politiques et résultats
Durant l'entre-deux-guerres, Aubervilliers est le fief de Pierre Laval. Depuis le lendemain de la Seconde Guerre mondiale, la commune d'Aubervilliers est très ancrée à gauche puisqu'elle n'a connu que des maires communistes entre 1945 et 2008, puis entre 2014 et 2020, ce qui en fait une ville emblématique de la Ceinture Rouge.
Lors des élections municipales de 2008, le PS a provoqué une primaire au premier tour du 9 mars 2008, qu’il perdit face à la liste menée par le PCF. Malgré les accords nationaux de désistement au profit de la liste de gauche la mieux placée, la liste du PS menée par Jacques Salvator se maintint au second tour et gagna l’élection par 41,48 % des suffrages exprimés, face à la liste du maire sortant, Pascal Beaudet (PCF), à celle de l’UMP et à celle du MoDem.
En mars 2011, les élections cantonales (canton Aubervilliers-Est) ont à nouveau amené Pascal Beaudet (PCF, PG, GU, NPA, Fédérés) en tête du premier tour (30,9 %) dans un contexte d'abstention record (72,3 %). La candidate socialiste, Evelyne Salvator, se maintient à nouveau au second tour, comme en 2008. Mais cette fois-ci, Pascal Beaudet gagne l'élection au second tour (50,76 %). Les deux cantons d'Aubervilliers sont donc désormais tenus par des communistes (Jean-Jacques Karman et Pascal Beaudet). Ce retour en force des communistes se confirme en 2014 avec la défaite de Jacques Salvator au profit de Pascal Beaudet.
Pascal Beaudet démissionne de son mandat de maire en 2016 et Meriem Derkaoui (PCF) lui succède,.
Au second tour des élections municipales de 2020 dans la Seine-Saint-Denis, la liste UDI - LR - SL - LREM menée par la conseillère régionale Karine Franclet obtient la majorité des suffrages exprimés, avec 4 668 voix (44,54 %, 39 conseillers municipaux élus dont 2 métropolitains), devançant largement les listes menées par, :
- Sofienne Karroumi (DVG - GRS - RDG - GDS - G.s) — qui bénéficie de la fusion des listes du 1er tour de Marc Guerrien (PS - UDE) et de Jean-Jacques Karman (PCF dissident) — 3 289 voix (31,38 %, 8 conseillers municipaux élus) ;
- Meriem Derkaoui, maire sortante (PCF - EÉLV - PRG - LFI) — qui bénéficie de la fusion de la liste DVG du 1er tour menée par Zishan Butt — 2 522 voix (24,06 %, 6 conseillers municipaux élus).

A l’issue du 1er tour des élections municipales, les résultats définitifs en suffrages exprimés sont les suivants:
la liste Changeons Aubervilliers dont la tête de liste est Karine FRANCLET (UDI - LR - SL - LREM) : 25,7 %
la liste L'alternative Citoyenne dont la tête de liste est Sofienne KARROUMI (Alternative Citoyenne, liste de gauche) :  19, 1 %
la liste Uni.e.s pour Aubervilliers dont la tête de liste est Mériem DERKAOUI (PCF, PS, LFI, écologistes..) :  17,5 %
la liste Aubervilliers en commun dont la tête de liste est Zishan BUTT (liste citoyenne) : 15,7 %
la liste Reveiller Aubervilliers dont la tête de liste est Marc GUERRIEN (liste PS dissident) : 13,1 %
la liste Pour mieux vivre à Aubervilliers dont la tête de liste est Jean-Jacques KARMAN (PCF Dissident) : 7,4 %
la liste Lutte Ouvrière - faire entendre le camp des travailleurs porté par Alain NOE (Lutte Ouvrière) : 1,3 %
Lors de ce scrutin, marqué par la Pandémie de Covid-19 en France et dans un contexte de division de la gauche au premier comme au second tour, 63,7 % des électeurs se sont abstenus au 1er tour. L'abstention a bondi à 67,6% au second tour. 
Les résultats électoraux se sont traduit par la composition du conseil municipal (à ajouter deux élus au Conseil de la Métropole du Grand Paris) :  
| Liste conduite par          | Voix | % inscrits | % exprimés | Sièges au conseil municipal | Sièges au conseil communautaire |
| --------------------------- | ---- | ---------- | ---------- | --------------------------- | ------------------------------- |
| Mme Karine FRANCLET (LUDI)  | 4668 | 15,76      | 44,54      | 39                          | 2                               |
| M. Sofienne KARROUMI (LDVG) | 3289 | 11,10      | 31,38      | 8                           | 0                               |
| Mme Mériem DERKAOUI (LCOM)  | 2522 | 8,51       | 24,06      | 6                           | 0                               |

### Liste des maires
Depuis la Libération, neuf maires se sont succédé à la tête de la commune.
| Période          | Période                    | Identité         | Étiquette | Qualité |
| ---------------- | -------------------------- | ---------------- | --------- | --- |
| 19 août 1944     | 13 novembre 1944           | Armand Lavie     |           | Boulanger Président de la délégation spéciale (Comité local de libération) |
| 13 novembre 1944 | 3 février 1953             | Charles Tillon   | PCF       | Ajusteur, résistant Ministre (1944 → 1947) Député de la Seine (1936 → 1940 et 1944 → 1947) Maire provisoire du 13 novembre 1944 au 5 mai 1945 Démissionnaire                                              |
| 3 février 1953   | 29 octobre 1957            | Émile Dubois     | PCF       | Ouvrier gazier Conseiller général de la Seine (1953 → 1957) Décédé en fonction |
| 13 novembre 1957 | 31 mai 1984                | André Karman     | PCF       | Fraiseur Conseiller général de la Seine (1957 → 1967) Conseiller général de la Seine-Saint-Denis (1967 → 1984) Décédé en fonction                                                                         |
| 8 juin 1984      | 29 mars 2003               | Jack Ralite      | PCF       | Journaliste Ministre (1981 → 1984) Député de la Seine-Saint-Denis (1973 → 1981) Sénateur de la Seine-Saint-Denis (1995 → 2011) Démissionnaire                                                             |
| 29 mars 2003     | 22 mars 2008               | Pascal Beaudet   | PCF       | Instituteur |
| 22 mars 2008     | 5 avril 2014               | Jacques Salvator | PS        | Cadre administratif - Médecin de formation |
| 5 avril 2014,    | 21 janvier 2016,           | Pascal Beaudet   | PCF       | Instituteur Conseiller général d'Aubervilliers-Est (2011 → 2015), Conseiller départemental d'Aubervilliers (2015 → 2021) Démissionnaire                                                                   |
| 21 janvier 2016  | 4 juillet 2020             | Meriem Derkaoui  | PCF       | Cadre territoriale - Juriste de formation Conseillère départementale d'Aubervilliers (2015 → 2021) Vice-présidente du conseil départemental (2015 → 2021) Vice-présidente de Plaine Commune (2014 → 2016) |
| 4 juillet 2020   | En cours (au 17 mars 2022) | Karine Franclet  | UDI       | Principale de collège Conseillère régionale d'Île-de-France (2015 → 2021) Conseillère départementale d'Aubervilliers (2021 → ) Vice-présidente de Plaine Commune (2020 → )                                |

### Politique de développement durable
La ville a engagé une politique de développement durable en lançant une démarche d'Agenda 21 en 2010.

### Jumelages
- Beit Jala (Palestine) depuis 1997
- Iéna (Allemagne) depuis 1999
- Boully (Mauritanie) depuis 2004

## Population et société

### Démographie

#### Évolution démographique
L'évolution du nombre d'habitants est connue à travers les recensements de la population effectués dans la commune depuis 1793. Pour les communes de plus de 10 000 habitants les recensements ont lieu chaque année à la suite d'une enquête par sondage auprès d'un échantillon d'adresses représentant 8 % de leurs logements, contrairement aux autres communes qui ont un recensement réel tous les cinq ans,.

En 2022, la commune comptait 89 489 habitants, en évolution de +3,98 % par rapport à 2016 (Seine-Saint-Denis : +4,67 %, France hors Mayotte : +2,11 %).
| 1793  | 1800  | 1806  | 1821  | 1831  | 1836  | 1841  | 1846  | 1851  |
| ----- | ----- | ----- | ----- | ----- | ----- | ----- | ----- | ----- |
| 1 900 | 1 884 | 1 946 | 1 952 | 2 213 | 2 292 | 2 551 | 2 853 | 2 611 |

| 1856  | 1861  | 1866  | 1872   | 1876   | 1881   | 1886   | 1891   | 1896   |
| ----- | ----- | ----- | ------ | ------ | ------ | ------ | ------ | ------ |
| 3 204 | 6 098 | 9 240 | 12 195 | 14 340 | 19 437 | 22 223 | 25 022 | 27 332 |

| 1901   | 1906   | 1911   | 1921   | 1926   | 1931   | 1936   | 1946   | 1954   |
| ------ | ------ | ------ | ------ | ------ | ------ | ------ | ------ | ------ |
| 31 215 | 34 009 | 37 558 | 40 832 | 48 053 | 55 714 | 55 871 | 53 010 | 58 740 |

| 1962   | 1968   | 1975   | 1982   | 1990   | 1999   | 2006   | 2011   | 2016   |
| ------ | ------ | ------ | ------ | ------ | ------ | ------ | ------ | ------ |
| 70 632 | 73 695 | 72 976 | 67 719 | 67 557 | 63 136 | 73 506 | 75 598 | 86 061 |

| 2021   | 2022   | - | - | - | - | - | - | - |
| ------ | ------ | - | - | - | - | - | - | - |
| 90 071 | 89 489 | - | - | - | - | - | - | - |

Les résultats du recensement de 2009 effectué par l’INSEE et publiés le 29 décembre 2011 montrent que la tendance à la hausse du nombre d’habitants se poursuit aujourd’hui de manière spectaculaire puisqu'en dix ans la population a crû de 18,3 % (11 565 habitants en sus), passant de 63 136 à 74 701 habitants. Si la thèse d’une augmentation de l’offre de logements n’est que très partiellement pertinente, le nombre de logements n'ayant augmenté que de 1 506 de 1999 à 2008, soit 5,3 %, il faudrait considérer la question autrement en l’abordant notamment à partir de la densification de l’occupation des logements, ce qui n’est sans doute pas sans conséquence sur la qualité de vie, et de la forte baisse du nombre de logements vacants, qui sont passés de 3 184 en 1999 à 1 689 en 2008.
Entre 1982 et 1999, 43 000 personnes ont déclaré être venues habiter Aubervilliers (soit 64 % de la population de 1999) et, comme la population a décru de 4 600 unités durant la période, on peut en conclure que près de 48 000 personnes ont quitté Aubervilliers. On peut déduire de ces chiffres que seulement un tiers de la population est stabilisée.
La décennie 2000-2010 a, en revanche, marqué un redécollage de la démographie dans la foulée du renouveau économique de la Plaine-Saint-Denis. Le solde migratoire de la commune est devenu positif (+ 0,4 % par an de 1999 à 2008) et s’est conjugué avec un solde naturel en croissance (+ 1,5 % par an). L’augmentation est particulièrement sensible dans le canton ouest de la Villette au Landy. Cette forte reprise rend nécessaire pour la commune la construction d’un établissement scolaire (maternelle et primaire) de 2010 à 2014.
En 2008, Aubervilliers compte 29 951 immigrés (soit 40,2 % de la population de la commune, proportion la plus élevée du département), dont 4 058 en provenance de l'Union européenne, 1 379 du reste de l'Europe, 10 976 du Maghreb, 6 140 du reste de l'Afrique. Selon la démographe Michèle Tribalat, en 2005, environ trois quarts des jeunes de moins de 18 ans de la commune seraient étrangers ou français d’origine étrangère, essentiellement du Maghreb et d'Afrique subsaharienne,.
En 2020, la commune conteste les chiffres de la population établis par l'INSEE, qui évalue à 86 597 le nombre d'habitants, alors que les services municipaux évaluent ce nombre à 90 700. La municipalité réclame donc que ce soit ce second chiffre qui serve de base au calcul de la dotation globale de fonctionnement (DGF) versée par l'État.

#### Pyramide des âges
La population de la commune est relativement jeune.
En 2020, le taux de personnes d'un âge inférieur à 30 ans s'élève à 43,9 %, soit au-dessus de la moyenne départementale (42,6 %). À l'inverse, le taux de personnes d'âge supérieur à 60 ans est de 13,7 % la même année, alors qu'il est de 16,9 % au niveau départemental.
En 2020, la commune comptait 47 407 hommes pour 41 994 femmes, soit un taux de 53,03 % d'hommes, largement supérieur au taux départemental (49,3 %).
Les pyramides des âges de la commune et du département s'établissent comme suit.
| Hommes | Classe d’âge | Femmes |
| ------ | ------------ | ------ |
| 0,2    | 90 ou +      | 0,4    |
| 2,9    | 75-89 ans    | 3,9    |
| 10,3   | 60-74 ans    | 9,7    |
| 19,2   | 45-59 ans    | 17,4   |
| 24,5   | 30-44 ans    | 23,4   |
| 21,7   | 15-29 ans    | 21,4   |
| 21,1   | 0-14 ans     | 23,7   |

| Hommes | Classe d’âge | Femmes |
| ------ | ------------ | ------ |
| 0,3    | 90 ou +      | 0,9    |
| 3,9    | 75-89 ans    | 5,2    |
| 11,5   | 60-74 ans    | 12,1   |
| 18,7   | 45-59 ans    | 18,1   |
| 22,2   | 30-44 ans    | 22,3   |
| 20,6   | 15-29 ans    | 20,1   |
| 22,8   | 0-14 ans     | 21,4   |

### Enseignement
Liste des établissements scolaires publiques (35 écoles primaires, 8 collèges, 4 lycées): 
- école Babeuf
- école Robespierre
- école Françoise Dolto
- école Jules Guesde
- école Victor Hugo
- école Jean Jaurès
- école Jean Macé
- école Joliot-Curie
- école Edgar Quinet
- école Paul-Langevin
- école Wangari Maathai
- école Maximilien-Robespierre
- école Stendhal
- école Jules-Vallès
- école Eugène-Varlin
- école Taos Amrouche
- école Charlotte Delbo
- école Firmin-Gémier
- école Marc Bloch
- école Angela-Davis
- école Anne-Sylvestre
- école Pierre-Brossolette
- école Saint-Just
- école Jean-Jacques-Rousseau
- école Paul-Bert
- école Jean-Perrin
- école Francine-Fromond
- école Gerard-Philipe
- école Jacques-Prévert
- école Louise-Michel
- école intercommunale Maria Casarès
- collège Diderot
- collège Rosa-Luxemburg
- collège Jean-Moulin
- collège Gabriel-Péri
- collège Gisèle-Halimi
- collège Miriam-Makeba
- collège et lycée d'enseignement général et technologique Henri-Wallon (en)
- lycée polyvalent D'Alembert
- lycée d'enseignement général et technologique Le-Corbusier (en)
- lycée professionnel Jean-Pierre-Timbaud

Liste des établissements privés
- école Fort School
- école Notre-Dame-des-Vertus
- école israélite Kehilat-Chne-Or
- collège privé Saint-Joseph

### Culture
La culture à Aubervilliers est vivante à travers un tissu associatif très riche et se déploie aussi au rythme des festivals (Banlieues bleues, Villes des Musiques du monde, Festival pour éveiller les regards). grâce à des politiques publiques innovantes portées par les municipalités communistes, notamment Jack Ralite,, mais également le maire socialiste, Jacques Salvatore. Il s'agissait de faire accéder la culture pour toutes et tous. C'est ainsi que de nombreux équipements culturels ont vu le jour mais également des projets emblématiques.

#### Le théâtre de la Commune
Le théâtre de la Commune, un des premiers centres dramatiques nationaux établis en banlieue dès 1965, est reconnu internationalement. Il a été le premier théâtre permanent de la banlieue rouge sans un soutien initial de l’État. Jack Ralite a appuyé son fondateur, Gabriel Garran, de 1960 à 1984. Il est aujourd’hui dirigé depuis 2024 par Frédéric Bélier-Garcia.

#### Le cinéma Le Studio
Occupant le même bâtiment que le théâtre, le cinéma est également à l’honneur grâce à la salle de cinéma Le Studio classée « Art et essai » qui présente, outre ses programmes réguliers, un Festival pour éveiller les regards à l’intention du jeune public.
Bibliothèques
Les Médiathèques de l'EPT Plaine Commune, la centrale (Saint-John-Perse) et les 3 de quartier (Henri Michaux, André Breton, Paul Éluard), sont au nombre de quatre.
Le théâtre équestre Zingaro
Le théâtre équestre Zingaro, avec à sa tête Bartabas, a établi son campement au fort d'Aubervilliers. en 1989
Le CAPA - Centre d'Arts Plastiques d'Aubervilliers
Le Centre d’Arts Plastiques d'Aubervilliers est situé dans le quartier de la Maladrerie. Il organise des expositions et des manifestations d'art contemporain, ainsi que des cours d'arts plastiques pour amateurs.
Les Laboratoires d’Aubervilliers et la Villa-Mais-d’Ici
Dernièrement ce sont les Laboratoires d'Aubervilliers et la Villa Mais d’Ici qui sont venus enrichir les infrastructures culturelles.
Le conservatoire à rayonnement régional de musique, de théâtre et de danse d’Aubervilliers-La Courneuve Jack Ralite
Aubervilliers dispose en partenariat avec La Courneuve d’un conservatoire de musique et de danse depuis 1974 (statut de conservatoire à rayonnement régional). Il forme 1 400 élèves à travers des disciplines musicales, vocales, théâtrales et chorégraphiques. Des productions d'Opéra sont montées régulièrement, assurant un partenariat important avec les lycées et les établissements culturels du département et de l'Île-de-France.

#### Le Métafort d’Aubervilliers
De 1998 à 2002, le projet Métafort qui visait à croiser la culture, les sciences et la création artistique a été déployé à proximité du Fort d'Aubervilliers.

#### Villes des Musiques du Monde
Villes des Musiques du Monde est une association amorcée en 1997 à Aubervilliers avec la création du festival Auber’ville des Musiques du Monde dans une ambition culturelle de projet d’éducation populaire. Dès le départ, la richesse culturelle, les expressions artistiques multiples présentes sur le territoire en est le fer de lance. Puis en 2000, La Courneuve et Épinay-sur-Seine rejoignent l’initiative, suivies par d’autres villes. Le festival élargit alors son champ d’action et son rayonnement géographique, devenant Villes des Musiques du Monde. Le projet se structure en association en 2003, créant un réseau présent dans le département de la Seine-Saint-Denis et, plus largement, à l’échelle du Grand Paris. Festival à l'automne, son action se déploie toute le reste de l'année à travers une École des Musiques du Monde et l'accompagnement d'artistes, avec un rayonnement en Seine-Saint-Denis et, plus largement, en Île-de-France. Les bureaux de l'association sont basés au Métafort d'Aubervilliers.

### Santé
La commune a historiquement développé une politique en faveur de la promotion de la santé et de la santé communautaire (mise en place d’un Centre municipal de santé dès les années 1960, travail important sur le saturnisme, …). Aubervilliers a été l’un des premiers sites pilotes pour la mise en place des Ateliers Santé Ville (ASV), en 2001. L’ASV est alors apparu comme un outil complémentaire permettant de travailler sur des sujets choisis par les habitants eux-mêmes : il s’est centré pendant ses premières années sur les problématiques de santé mentale. La municipalité a signé un Contrat Local de Santé
- Hôpital européen de Paris La Roseraie
- Centre Henri Duchêne
- Hôpital psychiatrique du Clos Bénard
- Centre de Consultations Médico-Chirurgicales de l’Orangerie
- Polyclinique d’Aubervilliers
- Centre Municipal de Santé Docteur Pesqué

### Sports
- Centre Nautique Municipal Marlène Pératou[114],[115] réalisé par les architectes Jacques Kalisz et Jean Perrotter
- Stade André Karman
- Stade Auguste Delaune

### Médias
Aubervilliers était un cœur de plaque ADSL France Telecom, avant que le concept de plaque ne soit abandonné.Plusieurs des serveurs adsl Orange sont à Aubervilliers.
- région ADSL : IDF
- plaque : IDF-08
- département : 93

### Cultes
Il y a un relatif équilibre entre la représentation des cultes sur Aubervilliers.
Le catholicisme est présent à travers une communauté qui se réunit au centre-ville au sein de l'église Notre-Dame-des-Vertus, édifiée au XVe siècle et achevée deux siècles plus tard.
Le protestantisme vit à travers une communauté qui se réunit au Foyer Protestant dans le centre ville.
Les communautés évangéliques sont au nombre de 4.
Les musulmans ne bénéficient pas de mosquée à part entière comme à Saint-Denis ou Bagnolet malgré les engagements des municipalités successives,. Toutefois, ils peuvent se réunir dans plusieurs lieux de culte à travers la ville. Certains sont affiliés à l'AMA, l'association des Musulmans d'Aubervilliers, fondée en septembre 2001.
Une communauté juive existe au sein de l'école Chnéor.
Une association existe pour réguler le dialogue inter-religieux,.

## Économie

### Entreprises et commerces
Quatrième ville du département de la Seine-Saint-Denis sur le plan économique, avec 30 000 emplois et 2 444 entreprises dans le secteur privé, Aubervilliers possède un tissu économique très diversifié.
La ville dispose d’un tissu dense de PME-PMI qui représente 25 % des emplois. Ces PME côtoient des laboratoires de recherche, comme Rhodia (730 emplois) ou Saint-Gobain (400 emplois), et de grands établissements publics tels que France Télécom, la Documentation française, les services transports de La Poste, les ateliers de La Villette du Métro de Paris et un important dépôt d'autobus de la RATP.
77 % des emplois sont aujourd’hui proposés dans les services, les transports et le négoce. Les activités à caractère industriel y sont cependant présentes avec des entreprises comme les lampes Aric, les ascenseurs Thyssen, Messier-Bugatti, Cookson, France-Soir. Mais des sièges sociaux et des services administratifs de grandes entreprises s’y sont installés (Rhodia, KDI, Motul, Lapeyre-GME (3400 salariés), Zurich Assurances).
De nouveaux secteurs d’activités se sont développés à partir des années 1990 :
- Les télécoms (Télécity, Interxion, Completel…) et les services numériques (ATOS, FNAC Direct, Acticall…)
- L’audiovisuel et le cinéma (Euromédia, Carrère, Studios d’Aubervilliers, Ciné-Lumières, Téléshoping, NPA…)
- Le textile et la mode (Kookaï, Redskins, Hugo Boss, Afflelou…)

Autre signe de cette mutation : le renforcement des activités de grossistes et d’import-export. Avec plus de 300 établissements concentrés dans les Entrepôts et Magasins généraux de Paris (EMGP) et aux abords de la Porte d'Aubervilliers (quartier de La Haie-Coq et triangle d'or), ce secteur constitue un nouveau pôle économique en fort développement. Les importateurs de la Haie-Coq diffusent dans toute la France des produits manufacturés à bas prix de toutes sortes (textiles, montres, jouets, décoration, gadgets), provenant généralement de Chine, une importante communauté chinoise originaire de la région de Wenzhou vivant sur place. En 2016, cette communauté est estimée à plus de 10.000 personnes. La communauté des grossistes d'Aubervilliers prend essentiellement sa forme par le centre de grossistes "le marché CIFA". Après l'arrivée du siège social de Veolia en 2016, la porte d'Aubervilliers doit accueillir en 2020 les artisans d'art de Chanel.

### Revenus de la population et fiscalité
En 2010, le revenu fiscal médian par ménage était de 20 742 €, ce qui plaçait Aubervilliers au 29 492e rang parmi les 31 525 communes de plus de 39 ménages en métropole. Ce chiffre est inférieur à la moyenne départementale de Seine-Saint-Denis (26 944 €).
En 2019, seulement 32 % des foyers fiscaux sont imposables contre 36,9% en 2014.

### Emploi et pauvreté
Malgré la présence de 32 397 emplois sur la commune, en 2017, le taux de chômage s'élève à 23,1%, chiffre très supérieur à la moyenne départementale de Seine-Saint-Denis (18,4 %) et régionale d' Île-de-France (12,5 %),,. En 2025, avec la nouvelle réforme Plein-emploi et la création de deux nouvelles catégories de demandeurs d'emploi, la ville compte desormais 4000 demandeurs d'emploi supplémentaires
En 2018, le taux de pauvreté de la ville s’élève à 44 %, chiffre très supérieur à la moyenne départementale (28,4 %) et régionale (15,6 %),,. Il baisse de 2 points en 2021; 

## Culture locale et patrimoine

### Lieux et monuments

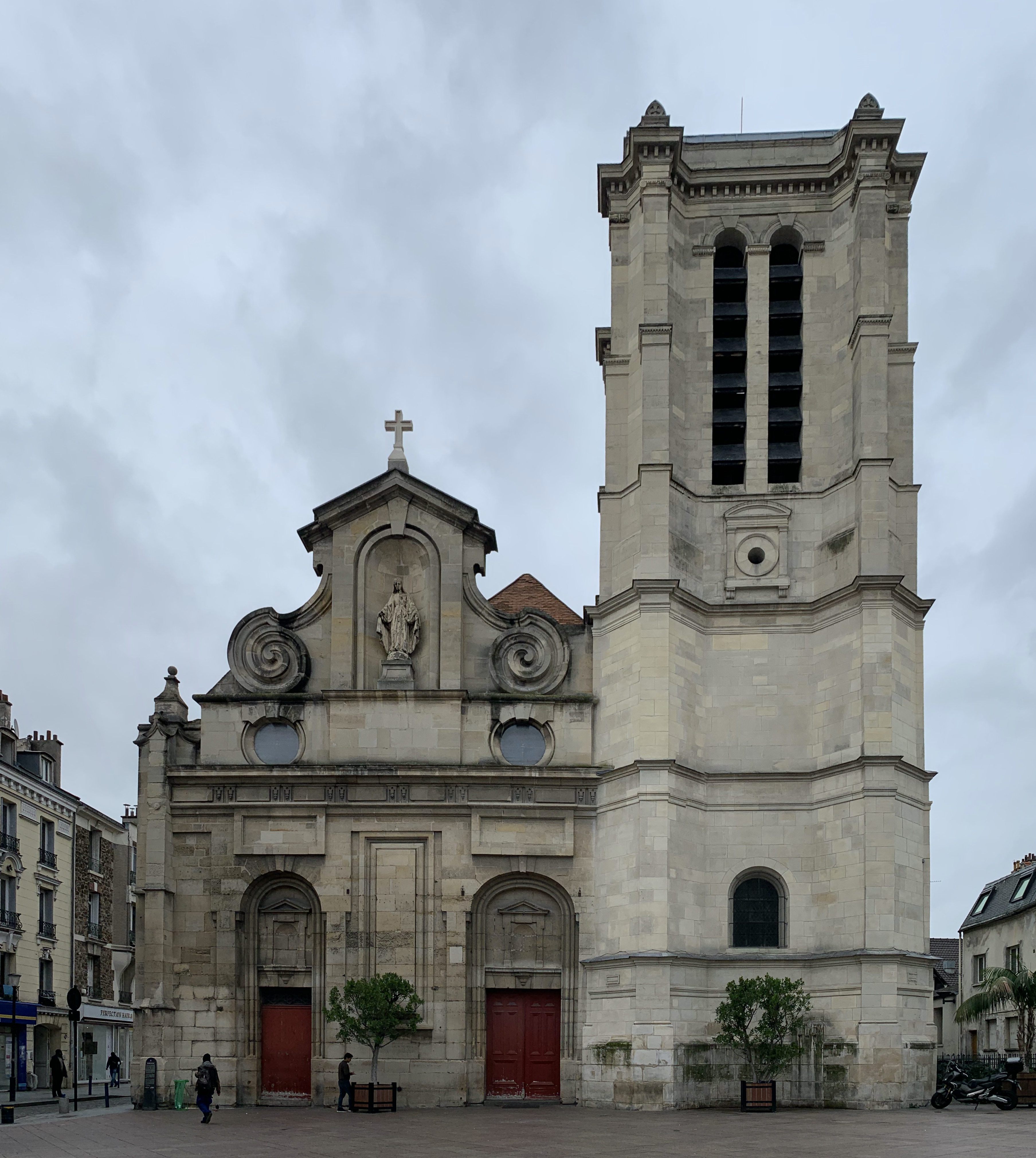
Église Notre-Dame-des-Vertus, octobre 2019.

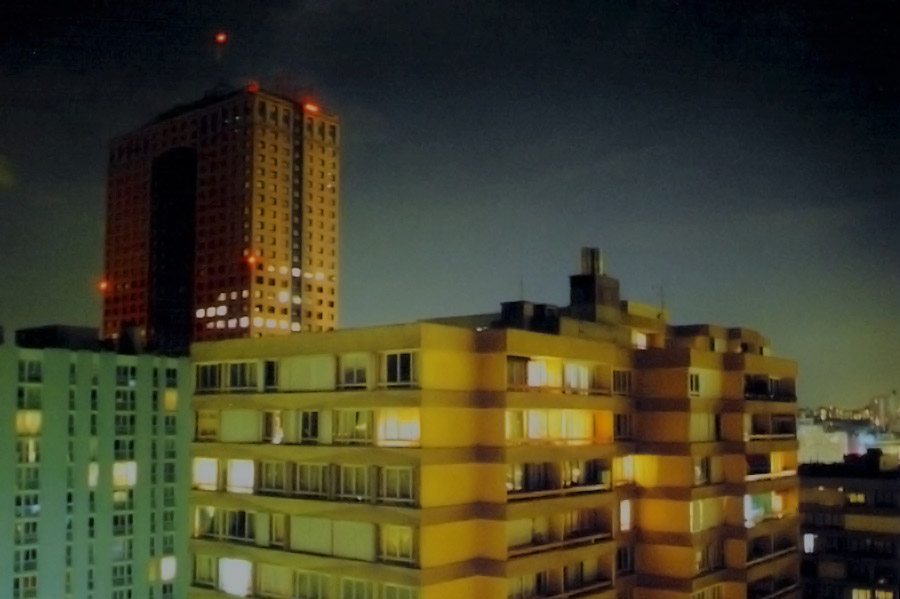
Les Quarante-Cinq. Au second plan, la Tour La Villette

- L'église Notre-Dame-des-Vertus, 1 rue de la Commune de Paris[133].

Le centre ancien d'Aubervilliers se situe autour de l'église Notre-Dame-des-Vertus. L'église Notre-Dame-des-Vertus est édifiée au XVe siècle sur un plan rectangulaire, de type halle. La voûte de la nef est ornée d'une clé représentant la Vierge.
Le clocher est érigé en 1541 sous François Ier, la façade achève l'édifice en 1628 ; Louis XIII en a décidé la construction dans le style jésuite pour manifester sa reconnaissance à la Vierge après sa victoire sur les protestants.
Les vitraux, soufflés lors de l’explosion de la poudrerie du fort de La Courneuve, le 15 mars 1918, ont été refaits par l’atelier de Louis-Charles-Marie Champigneulle. Ils représentent les miracles de Notre Dame des Vertus.
L'orgue dont la facture instrumentale (1770-1780) est l'œuvre de François-Henri Clicquot, constitue le seul instrument francilien du XVIIe siècle dans le département. La partie instrumentale est classée au titre des monuments historiques depuis le 30 avril 1975. Elle a été restaurée en 1990 par les facteurs d'orgues Robert Chauvin, Louis Benoist et Pierre Sarelot et l'inauguration de cette restauration a eu lieu en 1990 avec l'organiste Michel Chapuis et le haute-contre Daniel Delarue,.
- Ancienne manufacture des allumettes d'Aubervilliers, 124 rue Henri-Barbusse, reconstruite par la direction générale des manufactures de l’État en 1914, 1937, 1956 et 1957, ferme en 1962 et est reprise par les services techniques de la Documentation Française en 1967. Au départ de celle-ci, les installations sont utilisés par l'institut français du patrimoine et le bâtiment en façade, conçu par les architectes François Leclercq et Fabrice Dusapin, par des services municipaux.

La cheminée de l'ancienne manufacture, d'une hauteur de 45 mètres, construite en maçonnerie de brique, de meulière et de pierre de taille, est préservée
- L'église Saint-Paul-Sainte-Geneviève-du-Montfort, conçue par H. Vidal.
- La tour La Villette, construite en 1972, construite par Michel Holley et plusieurs fois réhabilitée[138].
- L’AUA (Atelier d’urbanisme et d’architecture)

Au sein de l’AUA, faisant appel à la construction industrialisée et mettant en forme une architecture combinatoire et proliférante, Jacques Kalisz est l’auteur avec Jean Perrottet de deux édifices à Aubervilliers. Le centre nautique municipal construit en 1969 recourt à l’utilisation de trames orthogonales qui se superposant à 45e. Pour l’OPHLM d’Aubervilliers, ils réalisent la cité République de 1967 à 1969 au 62-64 avenue de la République, affirmant de grands volumes en béton armé aux accents brutalistes ; grand immeuble de logements à plan cruciforme aux élévations pyramidales où Jacques Kalisz s’installe en 1972,.
- Le quartier de La Maladrerie.
Renée Gailhoustet a conçu le plan masse du quartier de La Maladrerie pour un millier de logements où existait un « quasi bidonville ». 
Le terrain de 9 hectares est urbanisé par la SODEDAT-93 en dix tranches de 1975 à 1984 sous la responsabilité d’architectes tels Magda Thomsen, Vincent Fidon, Katherine Fiumani, Yves et Luc Euvremer, dans l’esprit d’un lieu continu essentiellement piétonnier et variant les échelles de bâtiments en relation avec les barres et les immeubles déjà existants. Doté de « terrasses-jardins », de patios et de jardins très présents, le projet multiplie les galeries abritées et les dessertes dévolues à une libre appropriation des habitants, dans une démarche qui est aux antipodes des stéréotypes de la construction HLM, sans référence à un découpage en îlots. Outre un foyer de personnes âgées, des bureaux, des commerces, une maison de l’enfance et un centre socio-culturel (Espace Renaudie), des ateliers d’artistes qui n’étaient pas prévus au départ ont été intégrés à la composition de ce quartier[141],[142].
- Le lycée d'enseignement général et technique « Le Corbusier »
Le lycée « Le Corbusier », 1997-2003, agrandi et reconstruit par l'architecte Pierre Riboulet.

### Aubervilliers dans les arts
- Jacques Prévert a consacré à la ville un long poème « Aubervilliers », extrait du recueil Paroles[143]. Il a également écrit les commentaires du film Aubervilliers (1945), réalisé par Éli Lotar.
- Jacques Sommer évoque la friche industrielle dans un poème-fleuve, La prose d’Aubervilliers (1996).
- La culture ouvrière a été immortalisée par le film de Marcel Carné, Le jour se lève, (1939) où Jean Gabin incarne le quotidien tragique d’un ouvrier[144].
- Durant l'hiver de 1967, René Allio a tourné une grande partie de son film L'Une et l'Autre à Aubervilliers.
- Jacques Sommer a consacré un recueil de poésie à la ville : La prose d’Aubervilliers, aux éditions Dumerchez.
- Mano Solo chante Les Chevaux d’Aubervilliers, en référence au théâtre équestre Zingaro de Bartabas.
- Pierre Perret a consacré une chanson à la ville Salut l’ami d’Aubervilliers.
- Édith Piaf chante en 1958 Les Neiges de Finlande, dont le texte écrit par Henri Contet mentionne Aubervilliers.
- Mireille Mathieu a chanté Noël d’Aubervilliers.
- Michel Mallory a écrit, composé et interprété Le Cow-Boy d’Aubervilliers, une des chansons présentes sur son album ...D'Aubervilliers à Nashville sorti en 1975.
- Georges Bérard écrit et Claude-Henri Vic compose Festival d’Aubervilliers, chanté et créé par Philippe Clay, et repris, entre autres interprètes, par Olivier Jeanès, Michèle Matey et Jean Siegfried.
- Léo Ferré évoque Aubervilliers dans ses chansons Monsieur tout-blanc et Les Cloches de Notre-Dame.
- Robert Ripa a chanté Les Arbres d’Aubervilliers (Havet-Lutereau), 45 t, Vogue 1959 ; chanson lauréate du Coq de la chanson française 1959.
- André Verchuren joue Festival d’Aubervilliers (Vic-Bérard) 45 t Visadic, instrumental à l’accordéon, reprise de la chanson de Georges Bérard et Claude-Henri Vic.
- Dominique Grange : Nous sommes les nouveaux partisans 45 t, Expression spontanée, chanson de lutte où Aubervilliers est tristement citée.
- Au printemps 2008, Danièle Thompson a tourné plusieurs scènes de son film Le code a changé à Aubervilliers.
- Philippe chante, en réponse au Cow-Boy d’Aubervilliers de Michel Mallory, L’Indien de Levallois, (45 t MF) 1974.
- Christiane Gaud et Bernard Pisani chantent avec Les Petits Chanteurs d’Aubervilliers, 45 t Auvidis 1978.
- L’Accordéon-Club d’Aubervilliers à travers le monde, 33 t DISC B.S, 1978.
- Les Petits Chanteurs d’Aubervilliers et la Chorale Jean-Baptiste de La Salle de Saint-Denis, (33 t, Tout autour du monde… PRES 1984.
- Reynaldo Hahn : Ciboulette, opérette en 3 actes, 1923, livret de Robert de Flers et Francis de Croisset, dont le troisième tableau (acte 2) se situe à l’« intérieur d’une ferme à Aubervilliers » en 1867. L’héroïne éponyme, Ciboulette, est la fille de maraîchers locaux.

### Personnalités liées à la commune

#### Histoire
- Henri IV, roi de France, y séjourna pendant le siège de Paris.
- Isaac La Peyrère, écrivain français, y est mort en 1676.
- Léon Jouhaux (1879-1954), syndicaliste, prix Nobel de la paix en 1951 a découvert le militantisme syndical en entrant à l’usine d’allumettes d’Aubervilliers-Pantin en 1895, alors âgé de seize ans[145].
- Henri Manigart (1898-1982), Compagnon de la Libération, chef des FFI d'Aubervilliers, décédé et inhumé dans la commune où une rue porte son nom.
- Alfred de Schamphelaëre (1915-1944), Compagnon de la Libération né à Aubervilliers, Mort pour la France le 2 décembre 1944 à Herbsheim

#### Histoire politique
- Pierre Laval (1883-1945), ancien sénateur-maire d’Aubervilliers durant l’entre-deux-guerres, responsable majeur de la collaboration avec l'Allemagne pendant Seconde Guerre mondiale, chef du gouvernement de Vichy.
- Charles Tillon (1897-1983), mutin de la mer Noire en 1919, ancien député de la Seine. Résistant et communiste, il fut maire d’Aubervilliers à la Libération jusqu'en 1953 et ministre de l'Air, de l'armement puis de la reconstruction (1944-1947). L'ancienne rue du Pont-Blanc à Aubervilliers a été renommée rue Charles-Tillon en 2006[146].
- Raymonde Tillon (1915-2016), sa femme, ancienne députée des Bouches-du-Rhône. Résistante, déportée, syndicaliste et communiste, elle fut l'une des 33 femmes élues à la première Assemblée constituante de la IVe République, dès que les femmes eurent le droit de vote en France. Charles et Raymonde demeurèrent ensemble au 120 avenue de la République à Aubervilliers jusqu’en 1956[146],[147].
- Jack Ralite (1928-2017), ancien sénateur communiste et ancien député-maire d’Aubervilliers, il fut ministre de la santé puis ministre délégué chargé de l'emploi de François Mitterrand de 1981 à 1983. Il fut créateur et porte-parole des États Généraux de la culture.
- Nathalie Arthaud (1970-), candidate aux élections présidentielles françaises de 2012[148] et de 2017[149] et porte-parole de Lutte ouvrière depuis 2008[150]. Elle enseigne l'économie et la gestion au lycée Le Corbusier d'Aubervilliers depuis 2011[151].

#### Artistes

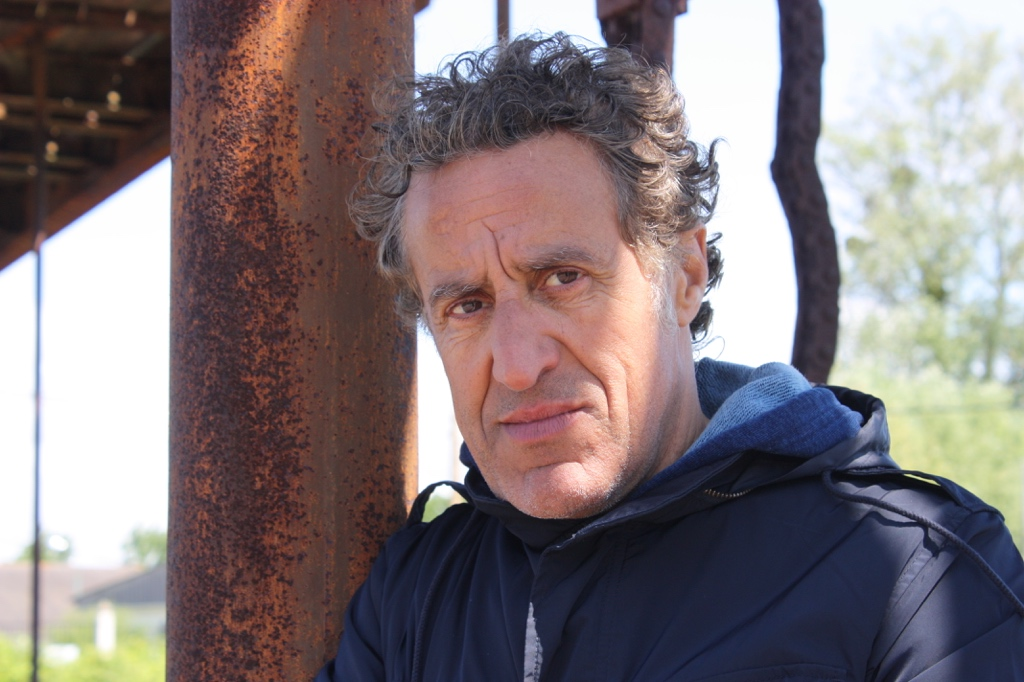
Karim Belkhadra.

- Annick Tanguy (1930-1999), actrice née à Aubervilliers
- Géna Péchaubès (1923-2019) artiste peintre est née Aubervilliers
- Firmin Gémier (1869-1933), metteur en scène et acteur né à Aubervilliers. Une école de la ville y porte son nom et un mémorial y a été aménagé au square Stalingrad
- Madeleine Vionnet (1876-1975), grande couturière, a vécu son enfance à Aubervilliers
- Suzanne Muzard (1900-1992), connue pour avoir été la muse d'André Breton entre 1927 et 1932 et égérie du mouvement surréaliste, née à Aubervilliers
- Raymond Franchetti (1921-2003), danseur né à Aubervilliers
- Gabriel Garran (1929-2022), acteur, réalisateur et metteur en scène français de théâtre, fondateur du Théâtre de la Commune en 1965
- Moïse Maatouk (1949- ), réalisateur et scénariste de documentaires et de films français[pourquoi ?]
- Didier Daeninckx (1949-), écrivain français de polar, a vécu à Aubervilliers
- Jean-Baptiste Mondino (1949-), artiste et photographe français, né à Aubervilliers
- Marc Perrone (1951-), accordéoniste, chanteur, conteur et auteur-compositeur-interprète français, a été scolarisé au lycée Henri-Wallon d’Aubervilliers.
- Mouloud Aounit (1953-2012), militant antiraciste français, ancien président du MRAP. Il a milité et est inhumé à Aubervilliers
- Fred Chichin (1954-2007), musicien multi-instrumentiste, auteur-compositeur-interprète de rock, a passé son adolescence dans la ville[152]
- François Verret (1955-), danseur, chorégraphe. Il ouvre en 1994 à Aubervilliers un nouveau lieu consacré à la danse
- Patrick Catalifo (1957-), acteur français[pourquoi ?]
- Thomas Hirschhorn (1957-), artiste suisse. En 2004, il réalise le "Musée Précaire Albinet" à la Cité Albinet, Aubervilliers, et y présente des œuvres originales du Musée national d'Art moderne. Ce projet audacieux et novateur est produit par Les Laboratoires d'Aubervilliers
- Isabelle Mergault (1958-), comédienne, a grandi à Aubervilliers
- Karim Belkhadra (1963-), acteur, né à Aubervilliers
- Fatsah Bouyahmed (1971-), acteur et réalisateur, a grandi à Aubervilliers où il apprend le métier d'acteur en suivant les cours du Théâtre-école Étincelles d'Aubervilliers entre 1992 et 1995[153]
- Fadila Belkebla (1973-), comédienne, née à Aubervilliers
- Stéphane Mondino (1975-), auteur-compositeur-interprète français né à Aubervilliers
- Yasmine Belmadi (1976-2009), acteur né à Aubervilliers et inhumé au cimetière du Pont-Blanc
- Virginie Ledoyen (1976-), comédienne. Elle a passé son enfance à Aubervilliers
- Isabelle Vitari (1978-), actrice née à Aubervilliers
- Amine Mekri dit Prime (1992-), youtubeur et fondateur de la Karmine Corp né à Aubervilliers
- Boef (1993-), rappeur néerlandais né à Aubervilliers
- Samy Seghir (1994-), acteur, a passé sa jeunesse dans la ville, où il était capitaine de l'équipe de football des moins de 19 ans du CM Aubervilliers
- Rémy (1997-), rappeur français originaire d'Aubervilliers.
- Tandem, groupe de rap actif de 1999 à 2012 et originaire de la ville. Il comprenait Mac Tyer et Mac Kregor

#### Sportifs

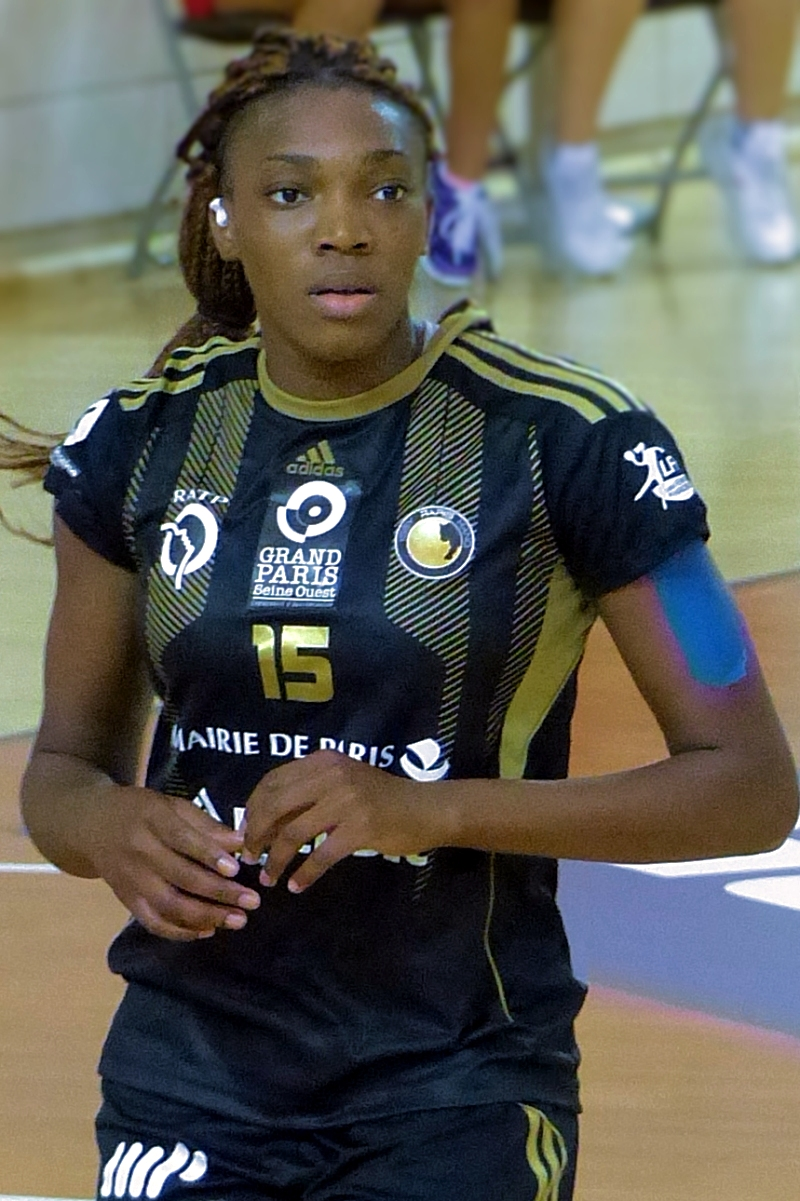
Kalidiatou Niakaté.

- Fernand Canteloube (1900-1976), coureur cycliste, champion olympique en 1920, né à Aubervilliers
- Éric Gassin (1959-), champion du monde de Superkart en 1987 né à Aubervilliers
- Thierry Auriac (1964-), arbitre de football professionnel né à Aubervilliers
- Christophe Kempé (1975-), handballeur international français né à Aubervilliers
- Myriam Lamare (1975-), passe son enfance à Aubervilliers, devient championne de boxe française et anglaise
- Fabrice Fernandes (1979-), footballeur né à Aubervilliers
- Steeve Elana (1980-), footballeur au Gazélec Ajaccio né à Aubervilliers
- Audrey Chenu (1980-), boxeuse, enseignante et slameuse française féministe, enseignante de boxe en non-mixité pour les femmes et les trans à Aubervilliers et Saint-Denis.
- Ibrahim Tall (1981-), footballeur au FC Le Mont né à Aubervilliers
- Sarah Ourahmoune (1982-), débute la boxe à Aubervilliers, devient championne du monde 2008 de boxe anglaise Boxing Beats
- Abou Diaby (1986-), footballeur international français[154] né à Aubervilliers
- Kalidiatou Niakaté (1995-), joueuse de handball. Elle a commencé son sport à Aubervilliers[155]
- Mohamed Fares (1996-), footballeur au SPAL 2013 né à Aubervilliers
- Joane Gadou (2007-), footballeur né à Aubervilliers

### Héraldique, devise et logotype
| Blason de Aubervilliers | Blason  | Au premier de gueules à trois besants d’or en pal, au deuxième d’argent à la flèche de sable en pal. L’écu, timbré de la couronne murale à trois tours d’or, maçonnée et ouverte de sable, est posée sur un cartouche en forme de coquille au naturel, |
| Blason de Aubervilliers | Détails | L’assemblée municipale d’Aubervilliers fit graver en 1790 un sceau ovale conservé aux Archives nationales, représentant, associés aux armes de France, un soleil et un lion passant. Bien que retenu par la Commission d’héraldique urbaine de la Seine et proposé en 1942 comme symbole communal, la municipalité lui a préféré ce blason évoquant la Compagnie des Chevaliers de l’Arc, qu’elle employait depuis la fin du XIXe siècle |

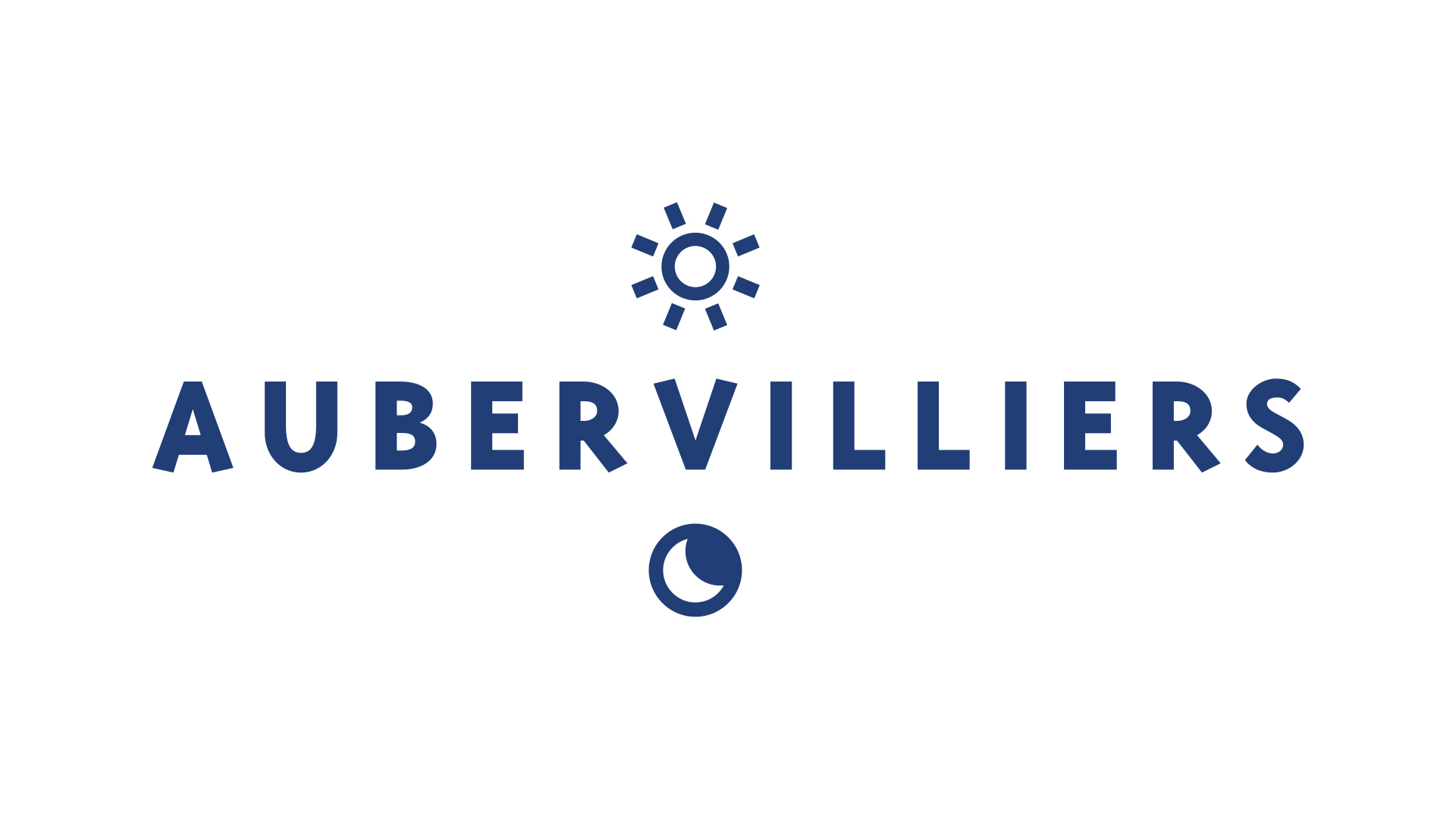

Le logotype de la commune d’Aubervilliers est apposé sur les documents officiels jusqu’aux véhicules municipaux. On y retrouve le nom de la commune encadré par le soleil et la lune, pour signifier que « cette ville est un lieu de vie intense, où l’on travaille, où l’on a des amis, des enfants où l’on dort également ». Les couleurs rouge et jaune sont reprises des anciennes armoiries d’Aubervilliers—présentant un soleil et un lion passant associés aux armes de France—conservées aux Archives nationales sur un sceau ovale gravé en 1790 par l’assemblée municipale qui fut retenu par la Commission d’héraldique urbaine de la Seine en 1942 mais auquel on préféra le blason actuel.

## Pour approfondir